# A Született feleségek epizódjainak listája
Ez a szócikk az amerikai ABC televíziós csatorna Született feleségek (Desperate Housewives) című filmsorozatának epizódjainak listáját foglalja magába.

## Évados áttekintés
| Évad | Évad | Epizódok | Eredeti sugárzás     | Eredeti sugárzás | Eredeti adó | Magyar sugárzás      | Magyar sugárzás    | Magyar adó |
| Évad | Évad | Epizódok | Évadpremier          | Évadfinálé       | Eredeti adó | Évadpremier          | Évadfinálé         | Magyar adó |
| ---- | ---- | -------- | -------------------- | ---------------- | ----------- | -------------------- | ------------------ | ---------- |
|      | 1    | 23       | 2004. október 3.     | 2005. május 22.  | ABC         | 2005. október 26.    | 2006. május 3.     | TV2        |
|      | 2    | 24       | 2005. szeptember 25. | 2006. május 21.  | ABC         | 2006. augusztus 23.  | 2007. március 14.  | TV2        |
|      | 3    | 23       | 2006. szeptember 24. | 2007. május 20.  | ABC         | 2007. szeptember 11. | 2008. április 11.  | TV2        |
|      | 4    | 17       | 2007. szeptember 30. | 2008. május 18.  | ABC         | 2008. április 25.    | 2008. november 12. | TV2        |
|      | 5    | 24       | 2008. szeptember 28. | 2009. május 17.  | ABC         | 2009. március 10.    | 2010. március 10.  | TV2        |
|      | 6    | 23       | 2009. szeptember 27. | 2010. május 16.  | ABC         | 2010. március 17.    | 2010. december 8.  | TV2        |
|      | 7    | 23       | 2010. szeptember 26. | 2011. május 15.  | ABC         | 2011. március 2.     | 2011. november 2.  | TV2        |
|      | 8    | 23       | 2011. szeptember 25. | 2012. május 13.  | ABC         | 2012. február 29.    | 2012. november 14. | TV2        |

## 1. évad (2004-2005)
| Sor. | Év. | Cím                                                           | Rendező           | Író                                                                   | Premier                               | Nézettség    |
| --- | --- | ------------------------------------------------------------- | ----------------- | --------------------------------------------------------------------- | ------------------------------------- | ------------ |
| 1. | 1.  | Végzetes csütörtök (Pilot)                                    | Charles McDougall | Marc Cherry                                                           | 2004. október 3. 2005. október 26.    | 21,64 millió |
| Mary Alice Young főbe lövi magát. Barátnői értetlenül állnak az eset előtt. Susannek első látásra megtetszik újdonsült szomszédja, Mike, akire azonban Edie Britt is kiveti a hálóját. Bree "tökéletessége" véglegesen az őrületbe kergeti a férjét, Rexet, aki ezért el akarja őt hagyni. Gaby viszonyt folytat a kertészfiúval, Johnnal. Lynette-et az őrületbe kergetik szeleburdi fiai. A lányok találnak egy névtelen levelet, aminek köze lehet a történtekhez. |     |                                                               |                   |                                                                       |                                       |              |
| 2. | 2.  | Ó, de lent a mélyben! (Ah, But Underneath)                    | Larry Shaw        | Marc Cherry                                                           | 2004. október 10. 2005. november 2.   | 20,03 millió |
| Bree ráveszi férjét, hogy ne váljanak el, mert az rossz hatással lenne a gyerekekre, hanem inkább járjanak el egy családi tanácsadóhoz (miközben mindenkinek azt hazudják, hogy teniszeznek). Gabrielle és a kertészfiú, John viszonyára kis híján fény derül. Susannek sikerül új szomszédjától kikönyörögnie egy vacsorameghívást - csak az a bökkenő, hogy a férfifaló Edie Britt is mindenképp ott akar lenni. Ezalatt Lynette rájön, hogy kis terroristákat nevel. Edie porig égett házának romjai között Mrs. Huber megtalálja Susan mérőpoharát, és mivel az nem Edie-é, kutatni kezd annak igazi gazdája után… A barátnők továbbra is tanácstalanok a talált levéllel kapcsolatban. |     |                                                               |                   |                                                                       |                                       |              |
| 3. | 3.  | Szép kis látvány! (Pretty Little Picture)                     | Arlene Sanford    | Oliver Goldstick                                                      | 2004. október 17. 2005. november 9.   | 20,87 millió |
| A barátnők úgy döntenek, hogy a közösen eltervezett nagy vacsorát az elhunyt Mary-Alice tiszteletére rendezik meg. A férjek között azonban az ötlet nem arat osztatlan sikert. Susan tisztázni szeretné Karl-lal, a volt férjével való vitás kapcsolatát, ezért arra ösztönzi, hogy kérjen tőle bocsánatot, amiért egy másik nő miatt elhagyta. Ám a találkozás kudarcba fullad, ráadásul Susan anyaszült meztelenül zárja ki magát a saját házából… S vajon lehet ennél még kínosabb helyzetbe kerülni? Igen, ha éppen Mike Delfino arra jár! Gabrielle-t kilesi a szomszéd kislány, amint John-nal egymásnak esnek a Solis-házban. Ettől kezdve Ashley alattomos módon zsarolni kezdi a kétségbeesett nőt. A vacsora Van De Kamp-éknál kellemetlen véget ér, miközben a tóból előkerül a Mary-Alice férje, Paul által elrejtett titokzatos láda… |     |                                                               |                   |                                                                       |                                       |              |
| 4. | 4.  | Ki ez a nő? (Who's That Woman?)                               | Jeff Melman       | Marc Cherry & Tom Spezialy                                            | 2004. október 24. 2005. november 16.  | 21,49 millió |
| Bree a pszichiáterétől ellopott kazettát lejátssza a többieknek, amin Mary-Alice az őt folyton gyötrő szörnyű rémálmairól beszél. A Scavo-ikrekkel csak a gond van az iskolában, ezért Lynette úgy dönt, hogy szétválasztja őket és külön osztályba járnak majd. Mrs. Huber megfenyegeti Susan-t az összeégett mérőedénnyel, hogy szálljon le Mike Delfino-ról. Gabrielle továbbra is a tűzzel játszik, s egy pár elhagyott zokni majdnem a vesztét okozza.Carlos gyanút fog, és szent meggyőződése, hogy csinos kis felesége megcsalja valakivel, a kérdés már csak az, hogy ki az az elvetemült alak. Bree saját magát is becsapja, amikor a gyerekeinek azt hazudja, hogy az apjuk egy váratlan üzleti út miatt van távol az otthonuktól. Paul eközben árulni kezdi a házukat… |     |                                                               |                   |                                                                       |                                       |              |
| 5. | 5.  | Jöjj be, idegen! (Come In, Stranger)                          | Arlene Sanford    | Alexandra Cunningham                                                  | 2004. október 31. 2005. november 23.  | 22,14 millió |
| Amikor Susan elvállalja, hogy vigyáz a szomszéd néni, Mrs. Alberta Fromme macskájára, előre sejthető, hogy az egyszerű feladat Susan közreműködésével csakis balul sülhet el. A baj pedig természetesen be is következik: Mrs. Lane házába betörnek! Egy gyanús csavarhúzó és néhány kihúzott fiók hatására a Lila Akác közben felforrósodik a hangulat, s a kis közösség máris éjjel-nappali őrjáratot szervez. Látogatóba érkezik Solis mama – a féltékeny Carlos megbízásából –, aki a nap minden egyes percében Gabrielle sarkában van. A Scavo-szülők minden gondolatát az köti le, hogy az ikrek bekerülhessenek az egyik legelitebb magániskolába. Paul és Zach veszekedésétől hangos a környék minden este, ezért Bree a lányokkal közösen úgy dönt, hogy vacsorára hívja az anya nélkül maradt kamaszt. Zach különös kijelentését azonban még különösebb tett követi. Susan-t randira hívja Thomas rendőr, miközben Mike Delfino-ról megtudhatjuk, hogy piszkos dolgokban vesz részt… |     |                                                               |                   |                                                                       |                                       |              |
| 6. | 6.  | Egy helyben toporogva (Running to Stand Still)                | Fred Gerber       | Tracey Stern                                                          | 2004. november 7. 2005. november 30.  | 24,60 millió |
| Solis mama egyre biztosabb benne, hogy Gabrielle megcsalja egy szem kisfiát, de továbbra sem jön rá, hogy kivel. Ráadásul Gabrielle-nek egy ügyes tervvel már-már sikerül is eloszlatni Juanita kétségeit. A barátnőket nem hagyja nyugodni, hogy vajon hová tüntette el Zack-et az édesapja, ezért Susan úgy dönt – Julie segítségével – utánajár a dolognak. Lynette komoly harcba kezd a szülői munkaközösség oszlopos tagjával, akinek az iskolai előadásról – finoman szólva is – alternatív elképzelései vannak. Eközben Bree és Rex párterápiájában a szexuális problémák kerülnek felszínre… |     |                                                               |                   |                                                                       |                                       |              |
| 7. | 7.  | Bármi megeshet! (Anything You Can Do)                         | Larry Shaw        | John Pardee & Joey Murphy                                             | 2004. november 21. 2005. december 7.  | 24,21 millió |
| Paul minden gondolata a Mary-Alice halála napján érkezett levél körül forog, amikor is – a magánnyomozó segítségével – a levélpapír alapján sikerül is beazonosítani a feltételezett aljas szándékú zsarolót. A barátnőket eközben leginkább az foglalkoztatja, hogy ki is lehet az a Dana, Mary-Alice múltjából. Mrs. Huber-nek – igaz ugyan, hogy elég szokatlan módon –, de végre lehetősége adódik túlszárnyalni Bree régóta irigyelt, tökéletesen pompázó előkertjét. Gabrielle féltékeny John-ra Danielle miatt, amikor is remek ötlete támad a lány "eltávolítására". Susan első igazi randija Mike-kal nem úgy sül el, ahogy azt eltervezte, a férfi váratlan látogatója, Kendra miatt. Susan olyannyira elkeseredik, hogy Mike újrahódításáért még Edie-vel is képes szövetkezni. A Van De Kamp szülők bejelentik a válást a gyerekeknek, ők pedig bejelentik, hogy az édesapjukhoz költöznek. A családi vita azonban súlyos következményekhez vezet… Eközben Lynette teljesen a tabletták hatása alá kerül és napról napra rosszabbul néz ki. Solis mama vigyázó szemei a nap minden percében Gabrielle-t követik, s miután az asszony rájött a hűtlen feleség titkára, már csak a döntő bizonyíték megszerzésére összpontosít, talán túlságosan is… |     |                                                               |                   |                                                                       |                                       |              |
| 8. | 8.  | Bűnös (Guilty)                                                | Fred Gerber       | Kevin Murphy                                                          | 2004. november 28. 2005. december 14. | 27,24 millió |
| Andrew cserbenhagyásos gázolása, majd a nyomok gyors eltüntetése után összeül a családi kupaktanács Van De Kamp-éknél. Persze a döntést Bree hozza meg: az autótól meg kell szabadulniuk, méghozzá úgy, hogy ellopatják. Miközben az elgázolt Juanita kómában fekszik, a tragédia felelősei más-más okból érzik magukat kellemetlenül. John-t szörnyű lelki-ismeretfurdalás gyötri, Gabrielle pedig a nap minden percében abban reménykedik, hogy mikor Solis mama egyszer magához tér, semmire sem emlékszik majd. Ám, aki valóban hibás, egy csepp megbánást sem tanúsít, s Bree egyre inkább azt érzi, hogy a fiának talán mégsem kellett volna megúsznia a felelősségre vonást. |     |                                                               |                   |                                                                       |                                       |              |
| 9. | 9.  | Gyanakvó elmék (Suspicious Minds)                             | Larry Shaw        | Jenna Bans                                                            | 2004. december 12. 2006. január 4.    | 21,56 millió |
| Gabrielle – hogy a társadalom hasznos tagjává váljon – Solis mama kórházi ágyánál úgy dönt, megszervezi az Első Szent Szív Jótékonysági Divatgálát, s ezzel pénzt gyűjt a nővérlétszám bővítésére. Carlos üzleti ügyei ezzel szemben azonban nem mennek túl fényesen. A barátnők azon tanakodnak, hogy vajon hová tűnhetett el szó nélkül Mrs. Huber, miközben Paul azon mesterkedik, hogy minél mélyebbre juttassa őt. Kiderül, hogy Julie hetek óta Zack-kel levelezik, ráadásul amikor a fiú egész egyszerűen megszökik az elmegyógyintézetből, titokban a szobájában bújtatja. Lynette meggyőzi Tom-ot, hogy egy teljes állású dadára van szüksége, s hogy rátaláljon a legmegfelelőbb személyre még a marketing-menedzseri tapasztalatait is beveti. Susan rájön Gabrielle és a "kis John" intim kapcsolatára, amiért rosszallását fejezi ki. Bree kiszagolja, hogy a fia rendszeresen füvet szív, majd nevelési célzattal jól megleckézteti. Gabrielle és a kertészfiú szerelmi afférjából egyre nagyobb botrány kerekedik! Ugyanis John anyja véletlenül meghallja a fia beszélgetését egy férjes asszonyról, és arra a következtetésre jut, hogy John szeretője nem lehet más, mint Susan Mayer. Carlos-t letartóztatja az FBI. |     |                                                               |                   |                                                                       |                                       |              |
| 10. | 10. | Jöjj vissza hozzám! (Come Back to Me)                         | Fred Gerber       | Patty Lin                                                             | 2004. december 19. 2006. január 11.   | 22,34 millió |
| Maisy Gibbons a délutánjait időről időre szorongó, magányos és meg nem értett férfiak társaságában tölti, akik persze ezen szolgáltatásáért fizetnek is neki. Így történik meg, hogy Rex Van De Kamp, aki egyébként törzsvendég Maisy-nél, éppen hancúrozás közben kap szívrohamot… Zack-ket továbbra is Julie bújtatja, mindaddig, amíg a fiú Susan és Mike szerelmi légyottján le nem bukik. Lynette dada-lesőt szerel a nappaliba, és féltékenyen veszi tudomásul, hogy Claire túlságosan jó munkát végez. Eközben Edie égen-földön Mrs. Huber-t keresgéli. Gabrielle pedig biztonságos helyre rejti a vagyontárgyaikat, mialatt Carlos vizsgálati fogságban csücsül. S az üres ház láttán rádöbben, hogy onnan csakis a férje hiányzik… |     |                                                               |                   |                                                                       |                                       |              |
| 11. | 11. | Lépj tovább! (Move On)                                        | John David Coles  | David Schulner                                                        | 2005. január 9. 2006. január 18.      | 25,20 millió |
| Martha Huber húga, Felicia Tilman érkezik a Lila Akác közbe. Miközben Edie szórólaposztást szervez a szomszédok közreműködésével Mrs. Huber felkutatására, Paul-t egyre jobban aggasztja a rendőrség szaglászása a környéken. Bree – engedve gyermekei zsarolásának – úgy dönt, a teljes felépüléséig otthon ápolja Rex-et, ám, hogy férjét bosszantsa, randizgatni kezd a helyi patikussal. Lynette meggyőződése, hogy Tom vonzódik Claire-hez, a dadushoz. Susan életét eközben kissé felbolygatja volt férje felbukkanása, ráadásul Karl egy roppant fájdalmas, régi afférjára is fény derül. Carlos még mindig vizsgálati fogságban van, ezért pénz hiányában Gabrielle-nek állást kell vállalnia, de nem éppen az általa megszokott exkluzív modellmunkára sikerül rátalálnia. Előkerül Martha Huber autója… |     |                                                               |                   |                                                                       |                                       |              |
| 12. | 12. | Halj meg egy kicsit minden nap! (Every Day a Little Death)    | David Grossman    | Chris Black                                                           | 2005. január 16. 2006. január 25.     | 24,09 millió |
| Megtalálják Mrs. Huber elásott holttestét. Carlos Solis-t végre kiengedik a vizsgálati fogságból. Ám hazatérte a hitvesi lakba nem teljesen úgy alakul, ahogy azt Gabrielle eltervezte, ugyanis kiderül, hogy Carlos házi-őrizetben marad, vagyis csinos kis feleségére marad, hogy pénzt hozzon a házhoz. Az edzőteremben egy egyszerű félreértés folytán azt hiszik Lynette kisfiáról, hogy halálos beteg, amit a Scavo-anya nem restell kihasználni…A patikus George, Bree egyik "gyenge pontjával", egy pisztollyal ajándékozza meg álmai asszonyát. Amikor azonban Bree le akarja tesztelni a fegyvert, a nem túl szokványos randi bizarr balesetbe torkollik. Mike-nak fel akar mondani a megbízója, miközben Susan számára világossá válik, hogy a Mrs. Huber vezette titkos naplókban szörnyű tette biztosan meg van örökítve. Ezért hát úgy dönt, legjobb lesz, ha ő maga számol be Edie-nek a gyújtogatásról. Erre pedig az elhunyt asszony hamvainak szétszórása ígérkezik a legalkalmasabb pillanatnak… |     |                                                               |                   |                                                                       |                                       |              |
| 13. | 13. | A te hibád! (Your Fault)                                      | Arlene Sanford    | Kevin Etten                                                           | 2005. január 23. 2006. február 1.     | 25,95 millió |
| Rex Van De Kamp és az udvarló gyógyszerész viszonya egyre feszültebb lesz, mígnem a féltékeny férj azt tanácsolja a férfinak, hogy meneküljön Bree-től, amilyen gyorsan csak tud! Lynette-ékhez látogatóba érkezik a drága após, aki mindig mindent jobban csinál, majd menye rajtakapja őt egy barátnőjével hancúrozni. Lynette annyira felháborodik - fűszerezve anyósa iránti szeretettel -, hogy kirakja apósát az utcára. Később Tom nem lepődik meg eléggé a dolgon, így csakhamar ő is az utcán találja magát… John fel akarja adni az egyetemet, így szülei Gabrielle-t zsarolják meg azzal, hogy ha nem beszéli le erről a fiút, mindent kipakolnak Carlosnak. Gabrielle így kénytelen elmenni John kollégiumába, ahol a fiú váratlanul megkéri a kezét. Susan véglegesen eldönti, hogy Zech soha többet nem találkozhat Julie-val. Azonban a két fiatal megbeszél egy titkos találkát. |     |                                                               |                   |                                                                       |                                       |              |
| 14. | 14. | A szerelem a levegőben van (Love Is in the Air)               | Jeff Melman       | Tom Spezialy                                                          | 2005. február 13. 2006. február 8.    | 22,30 millió |
| Paulon egy le nem mondott virágrendelés okozta kényelmetlen szituáció tesz izgatottá. Lynette imádott fiairól kiderül, hogy nemcsak hazudnak, hanem galád módon még lopnak is, szinte az utca összes lakójától. A legrosszabb pedig az, hogy Lynette Scavónak éppen legádázabb ellenségével, Mrs. McCluskey-val kell szembekerülnie, s a véres háború ezennel kezdetét veszi. Bree és Rex Van De Kamp békét kötnek egymással, majd a megbocsátó asszony, hogy megfeleljen férje extrém szexuális kívánságainak, domina-szerepbe bújik. Susan - egy véletlenül elkapott mondat miatt - azon aggódik, hogy vajon hogyan közölje Mike-kal, hogy ő bizony soha többé nem szándékozik gyermekáldás elé nézni. Ezalatt Mike tovább folytatja a szaglászást a környéken, amikor is egy háznál rálőnek. A súlyos sérülés következménye pedig több egy félresikerült randinál… Gabrielle a sok-sok megalázó modell-munka után végre talál egy igazi állást a szépségiparban. Ám hamar kiderül, hogy ez mind az összes közül a legmegalázóbb - legalábbis Gabrielle számára. A Scavo-fiúk lopott cuccai között Lynette különös titokra bukkan… |     |                                                               |                   |                                                                       |                                       |              |
| 15. | 15. | Lehetetlen (Impossible)                                       | Larry Shaw        | Marc Cherry & Tom Spezialy                                            | 2005. február 20. 2006. február 15.   | 24,18 millió |
| A barátnők válságstábja hosszas mérlegelés után úgy dönt, hogy értesítik a rendőrséget a Mike garázsában talált bizonyítékokról. Amikor Bree óvszert talál a szennyes ruhák között, azonnal Rex-re támad, majd Andrew-ra gyanakszik. Ám kiderül, hogy a talált tárgy nem másé, mint Danielle-é, aki az óvszer felhasználásával akarja visszaszerezni John Rowland-et. Bree persze - anyai kötelességeként - kénytelen lépéseket tenni az ügyben… Tomot alelnökké léptetik elő a cégénél. A dolog szépséghibája azonban csak annyi, hogy az előkelő kinevezés csak átmeneti időre szól, de Tom Scavo végre úgy érzi, hogy révbe ért. A jó hírnek csak Lynette nem tud felhőtlenül örülni, mert attól tart, hogy így még kevesebb időt tölthet együtt népes kis családjuk. John szobatársa, Justin igen különös kéréssel áll Gabrielle elé… Zack pedig medence-partit rendez, ahol érdekes dolgokra derül fény, melyek egyesek számára roppant nagy tanúsággal bírnak. Mike Delfinót letartóztatja a rendőrség, Susannek pedig szembesülnie kell a kegyetlen valósággal… |     |                                                               |                   |                                                                       |                                       |              |
| 16. | 16. | Hölgyek fehér asztal mellett (The Ladies Who Lunch)           | Arlene Sanford    | Alexandra Cunningham                                                  | 2005. március 27. 2006. február 22.   | 24,08 millió |
| A rendőrség letartóztatja Maisy Gibbonst az üzletszerű kéjelgés gyanújával. A pletyka gyorsan terjed, s hamarosan eljut Van De Kamp-ékhez is. A hab a tortán pedig az, hogy fény derül Maisy titkos fekete noteszére, benne az ügyfelei nevével… Fejtetűjárvány van az ikrek sulijában, s mindenki azt hiszi, hogy a Scavo-gyerekek terjesztik. Lynette azonban ezt nem hagyja annyiban, és jól megleckézteti a valódi "tettest". Szegény embert még az ág is húzza: Solis-éknál ugyanis visszafolyik a szennyvíz. Mivel pénzük nincs a javíttatásra, így nem marad más, a találékonyságukat kell bevetniük szükségleteik érdekében. Gabrielle ezért szokatlan lopásra szánja el magát… Edie, hogy kihúzza Susan-t a Mike okozta mély depresszióból, bulizni viszi. Susan pedig meglepő módon Edie személyében igazi szövetségesre lel. Bree bebizonyítja Gabrielle számára, hogy igaz barát a bajban. |     |                                                               |                   |                                                                       |                                       |              |
| 17. | 17. | Nem szólnak majd a harsonák (There Won't Be Trumpets)         | Jeff Melman       | John Pardee & Joey Murphy                                             | 2005. április 3. 2006. március 1.     | 24,61 millió |
| Solis mama öt hónap kóma után úgy dönt, hogy „ideje felébredni” és felnyitni egyetlen kisfia szemét. Ám még mielőtt ezt megtehetné, újra mély álomba merül örökre. Mike levelet ír Susan-nek, amelyben kiönti a szívét a múltjáról, de a nőnek komoly dilemmát okoz, hogy felbontsa-e. Andrew-t kirúgják az iskolából, ezért Bree felveti az ötletet Rexnek, hogy kezelhetetlen fiúkat javítóintézetbe küldjék. Gabrielle ráveszi Carlos-t, hogy – a házuk megtartása érdekében – ülje le a börtönbüntetését. Célja elérése érdekében pedig még Solis mama temetésén is hatalmas cirkuszt rendez. Susan Edie pasijával megy randira. Lynette igazságérzete – Tom rosszallása ellenére – feldúl egy házasságot. Gabrielle egykor nem is gondolta volna, hogy Juanita Solis kórházi ellátásának apró hiányosságaiból egyszer még komoly hasznot húzhat… |     |                                                               |                   |                                                                       |                                       |              |
| 18. | 18. | Szófogadó gyerekek (Children Will Listen)                     | Larry Shaw        | Kevin Murphy                                                          | 2005. április 10. 2006. március 8.    | 25,55 millió |
| A Sziklás-tóból előkerült ládát sikerül beazonosítani a gyártónál, ezért a rendőrség kérdezősködni kezd Young-éknál. Paul pedig immár sokadszorra tartozik magyarázattal a fiának… Mrs. Tilman – hogy a Young-család körüli titok felett érzett kíváncsiságát csillapítsa – úgy dönt, hogy néhány múltbéli információval Zack bizalmába férkőzik. A javítóintézetben családi napot tartanak, ám Bree – kínzó bűntudata miatt – nem tudja eldönteni, hogy Rex-szel tartson-e. Susanhez váratlanul beállít az édesanyja, és felbukkanását a Lila Akác közben egy „ügyes” karambollal koronázza, éppen Mike-kal. Lynette a volt kollégáival indul bulizni, de nem talál bébicsőszt, így más megoldás nem lévén, Bree-nek passzolja le a Scavo-srácokat. Amikor azonban a példás családanya nevelési célzattal elfenekeli Porter-t, Lynette dühében csúnyán megsérti Bree-t. A Solis-házaspár lassacskán vérre menő adok-kapok játékából úgy tűnik, mégis csak Gabrielle kerül ki vesztesen. |     |                                                               |                   |                                                                       |                                       |              |
| 19. | 19. | Élvezd a magányt! (Live Alone and Like It)                    | Arlene Sanford    | Jenna Bans                                                            | 2005. április 17. 2006. március 22.   | 25,27 millió |
| Mrs. McClusky rosszul lesz a háza előtt, és Lynette siet a segítségére, s ettől kezdve Mrs. McClusky őt tekinti az egyetlen barátnőjének – persze a maga különc módján… Kiderül, hogy a játékládában talált csontok Deedra földi maradványai. Mike-nak pedig éppen emiatt kell találkoznia Sullivan nyomozóval, ám a korrupt zsaru jól helybenhagyja. A Morty-val való szakítása óta Susan anyja szinte az őrületbe kergeti a lányát, ugyanis furábbnál furább alakokkal jelenik meg a házban. Ám az utolsó csepp mégis akkor kerül a pohárba, amikor Sophia kettejük számára szervez randit. Gabrielle és Carlos között továbbra is dúl a háború, mely most éppen a tiszteletről és persze a pénzről szól. Bree haditervet eszel ki Andrew – úgynevezett – meleg problémáival kapcsolatban: vacsorára hívja Sikes tiszteletest, hogy az jobb belátásra bírja eltévedt bárányát. Ám a papi érvek kudarcot vallanak, Andrew pedig szörnyű bosszút forral… |     |                                                               |                   |                                                                       |                                       |              |
| 20. | 20. | Ne félj! (Fear No More)                                       | Jeff Melman       | Adam Barr                                                             | 2005. május 1. 2006. április 5.       | 25,69 millió |
| Bree közelében újra felbukkan a patikus George, és Rex minden alkalmat megragad arra, hogy éreztesse vele: ő igazán kis falat egy ilyen gyönyörű nő számára. Bár erről Mrs. Van De Kamp egy kicsit másként gondolkozik? Julie-nak hetek óta nem sikerül megszabadulnia Zach-től, ám egy Susan-nel történt szerencsétlen baleset végre jó okot ad rá. Zach azonban nem nyugszik bele egykönnyen szerelme elvesztésébe… Lynette-et sokként éri a felismerés, miszerint Annabel Foster, Tom régi barátnője – akit egykor éppen Lynette miatt dobott – Tom-mal dolgozik. Ráadásul már három hónapja! Lynette kiakad, őrülten féltékeny lesz, majd kétségbeesett lépéseket tesz a nő eltávolítására, később aztán Edie-től kér tanácsot. Ám a remek ötletnek tűnő vacsorameghívás balul sül el: a tökéletes család erőszakos reklámja lesz. Mike óva inti Susan-t, hogy Paul Young után szaglásszon, miközben Paul is érzi, hogy forró a talaj, ezért újabb hazugsággal próbálja eloszlatni Susan gyanakvását. Felicia fejében pedig szépen-lassan összeáll a kép a Young-család mocskos titkáról. Gabrielle kétségbe esik, amikor rájön, hogy sorozatos rosszullétei mögött a terhessége áll, majd hisztérikus rohamot kap, amikor rájön, hogy a terhesség hátterében Carlos mesterkedése áll. A Carlos börtönbe vonulásának tiszteletére rendezett partit pedig kínos botrányok sorozata fűszerezi… |     |                                                               |                   |                                                                       |                                       |              |
| 21. | 21. | Vasárnap a parkban George-al (Sunday in the Park with George) | Larry Shaw        | Katie Ford                                                            | 2005. május 8. 2006. április 12.      | 26,10 millió |
| Morty eljegyzi, majd magával viszi Sophie-t, Susan pedig végre fellélegezhet – legalábbis az anyját illetően. Ugyanis szent meggyőződése, hogy a konyhájában történt tűzesetért csakis Paul lehet a felelős. Mr. Shaw, a magándetektív azonban – miután Susan megbízta, hogy derítsen fényt Young-ék sötét titkaira – megosztja Paullal a történteket. Tervük, hogy félrevezetik a kételkedő asszonyt beválni látszik, ám Paul nem bízza a szerencsére a dolgot, csomagol és úgy dönt, hogy kereket oldanak a fiával. Carlos elhiteti Gabrielle-lel, hogy a gyógyszereivel az unoka utáni vágytól fűtött Solis mama babrált. Rex egyre többet panaszkodik az egészségére, miközben Bree éppen Edie előtt bukik le, amikor George-dzsal romantikázik egy étteremben. Lynette úgy érzi, hogy a házaséletük Tommal egyhangúvá vált és hiányzik belőle a szenvedély, ezért elhatározza, hogy fantáziát visz a szürke hétköznapokba. Ez persze nem megy annyira simán, de még szerencse, hogy ebben a kérdésben a családfő sem tétlenkedik… Gabrielle közli a kertészfiúval, hogy talán tőle terhes. Amire azonban nem számít, hogy Johnban felélednek az apai ösztönök. Felicia kimenekíti a házukból a begyógyszerezett Zacket és ugyan tartva Paul gyilkos hajlamától, de kész tények elé állítja a férfit. Susan beszerez a magándetektívtől egy aktát Mike-ról is, majd megdöbbentő felfedezést tesz: Mike letartóztatási fotóján a férfi egykori látogatóját, Kendra-t véli felismerni. Úgy dönt, utánajár a dolognak és felkeresi a nőt… |     |                                                               |                   |                                                                       |                                       |              |
| 22. | 22. | Ég veled! (Goodbye for Now)                                   | David Grossman    | Josh Senter                                                           | 2005. május 15. 2006. április 26.     | 25,28 millió |
| Bree számára világossá válik, hogy George nem csak barátként tekint rá, ezért nem akar vele többé találkozni. Ám az álnok kígyó patikus bosszút forral, és immáron sikerrel áll a Van De Kamp házaspár közé. Lynette-tet továbbra is aggasztja a régi szerető jelenléte férje munkahelyén, ezért úgy dönt, egyszer s mindenkorra szétválasztja őket. Mesterkedése miatt azonban Tom elveszíti az állását. Gabrielle egy levélből – mely a biztosítótól érkezik – bizonyosságot szerez férje aljas gyógyszercseréjéről. Carlos a házi-őrizetet semmibe véve rohan Gabrielle után, s féltékenységtől elborulva esik neki feltételezett vetélytársának – John meleg szobatársának… Felicia és Mike megtalálja a közös hangot Paul Young személyével kapcsolatban, majd Mrs. Tilman-nek köszönhetően Mike a férfi nyomába ered. Zack eközben nem tud napirendre térni, hogy az apja egész egyszerűen elhagyta. Rex az éjszaka közepén újabb szívrohamot kap… |     |                                                               |                   |                                                                       |                                       |              |
| 23. | 23. | Egy szép napon… (One Wonderful Day)                           | Larry Shaw        | John Pardee & Joey Murphy & Marc Cherry & Tom Spezialy & Kevin Murphy | 2005. május 22. 2006. május 3.        | 30,62 millió |
| Rex állapotártól orvosa felvázolja, hogy ezt a súlyosbodást az étkezés okozhatja, ugyanis Rex szervezetébe olyan anyagok kerültek, melyeket nem szabadott volna fogyasztania. Mivel Bree adagolta neki az ételt az utóbbi időben, Rex meggyőződik arról, hogy felesége mérgezte meg. Levelet ír neki, melyben leírja, hogy mindent ért és hogy mindent megbocsát - majd meghal. Lynette végleg elszúrja Tom esélyét arra, hogy a karrier elszakítsa a családtól, ezzel azonban azt éri el, hogy férje úgy dönt: otthon marad gondozni a gyerekeket, miközben Lynette visszamegy dolgozni. Carlos és a homoszexuális fiú tárgyalásán a megcsalt férjnek John felvázolja a teljes igazságot, melynek következtében Carlos olyat tesz, amiért újra rács mögé kerül… Mike rájön, hogy Mary-Alice ölte meg Deidre-t, ezért fogja magát, és elrabolja Pault, azzal a szándékkal, hogy megöli. Paul azonban közli vele, hogy valószínűleg Zach az ő fia, és ezért Mike életben hagyja. Mindeközben Zach, aki rájön, hogy Mike rabolta el Pault, elmegy hozzá, ahol egy lőfegyverrel túszul ejti Susant, és arra vár, hogy a szerelő hazaérjen, és ő megölhesse… |     |                                                               |                   |                                                                       |                                       |              |

## 2. évad (2005-2006)
| Sor. | Év. | Cím                                                                   | Rendező               | Író                                                                               | Premier                                  | Nézettség    |
| --- | --- | --------------------------------------------------------------------- | --------------------- | --------------------------------------------------------------------------------- | ---------------------------------------- | ------------ |
| 24. | 1.  | Legközelebb (Next)                                                    | Larry Shaw            | Jenna Bans & Kevin Murphy                                                         | 2005. szeptember 25. 2006. augusztus 23. | 28,36 millió |
| Susan megakadályozza, hogy Zach lelője Mike-ot, de a fiú elrohan. Lynette új állást kap. Bree-hez megérkezik Rex anyja, Phyllis, akit Bree kitilt a temetésről, majd mégis meghív, de a búcsúztatás így is botrányossá válik. Gabrielle hamis terhességi teszttel igazolja Carlosnak, hogy az ő gyerekét várja. Miután Mike elmondja Susannek, hogy Zach az ő fia, Susan úgy dönt, hogy mégsem költözik össze vele. Az új lakók, Mrs. Applewhite és a fia pedig nem engedik be Edie-t a házukba. |     |                                                                       |                       |                                                                                   |                                          |              |
| 25. | 2.  | Az őrületbe kergetsz! (You Could Drive a Person Crazy)                | David Grossman        | Chris Black & Alexandra Cunningham                                                | 2005. október 2. 2006. augusztus 30.     | 27,11 millió |
| Susan volt férjéről, Karlról kiderül, hogy Edie Britt-tel jár hónapok óta. Ráadásul Julie erről mindvégig tudott, csak éppen az anyjának nem tett róla említést. Bree-t a temetés óta boldogítja Phyllis, Rex mamája és lassan az őrületbe kergeti az állandó drámázásával, melyet Bree összes ismerősének előad - a tisztító tulajdonosától, a villanyszerelőig. Lynette munkába állása óta a háztartás vezetése Tom feladata lett, ám úgy tűnik, hogy a tisztes családapának kissé különös elképzelései vannak a tisztaságról és a rendről. Carlos eközben a börtönben csücsül, s miután tudomást szerzett Gabrielle állandó félrelépéséről, az édes bosszú nem maradhat el. Susan - bár majd megszakad a szíve - úgy dönt, hogy nem akar igazi kapcsolatot Mike-kal, miután megtudta Zack-ről az igazságot. A Lila Akác köz új lakóiról, Applewhite-ékról félig lehull a lepel: valakit láncra verve tartanak a pincéjükben. |     |                                                                       |                       |                                                                                   |                                          |              |
| 26. | 3.  | Sose szabadulsz tőlem! (You'll Never Get Away from Me)                | Arlene Sanford        | Tom Spezialy & Ellie Herman                                                       | 2005. október 9. 2006. szeptember 6.     | 26,06 millió |
| Az álnok patikus terve bevégeztetett, ő pedig újra felbukkant Bree körül, hogy – immár szabad utat nyervén – konkurencia nélkül hódítsa el a gyönyörű özvegyasszony magányos szívét. Phyllis-nek persze nagyon nem tetszik, amit lát és messzemenő következtetést von le: elhunyt fia felesége, az ő igazi ellensége szeretőt tart! Amikor ezt közli a biztosítási céggel – akik már eddig is vonakodtak fizetni – hatalmas lavinát indít el. Bree pedig akkor kénytelen szembesülni az ügy rejtélyekkel teli hátterével, amikor a temetőben járva a koporsóban Rex „hűlt helyét találja”. Susan teljesen kiakad, amikor megtudja, hogy a templomban rendezendő családi tehetségkutató versenyen Edie gitáron fogja kísérni Julie-t. Ezt persze a büszke anya nem hagyhatja annyiban, így Susan zongoraleckéket vesz Betty Applewhite-tól. Lynette őrült cselhez folyamodik a munkahelyén, hogy ő vihesse Parkert az első tanítási napon az iskolába. Gabrielle magán kívül lesz, amikor megpillantja, ahogy John éppen egy másik nő portáján ápolgatja a kertet és a hozzá tartozó más egyéb dolgokat. Mike Delfino úgy dönt, hogy meglátogatja Felicia-t, akitől segítséget remél Zach megtalálásában. |     |                                                                       |                       |                                                                                   |                                          |              |
| 27. | 4.  | Az én szívem apuciért dobog (My Heart Belongs to Daddy)               | Robert Duncan McNeill | John Pardee & Joey Murphy                                                         | 2005. október 16. 2006. szeptember 13.   | 25,78 millió |
| Gabrielle kisebbfajta börtönlázadást szít, amikor a börtöni rabok előtt rúgja ki az ügyvédjét, amiért az nem hajlandó elintézni egy hitvesi látogatást Carlosszal, s ennek tetejébe még durván sértegeti is. Susan a kissé kínosra sikerült vacsora után úgy dönt, hogy félretéve a Zach-kel kapcsolatos ellenérzéseit, újra Mike Delfino életének részévé akar válni. Lynette teljesen magába roskad, mert úgy érzi, hogy a gyermekei életében komoly törést okozott azzal, hogy újra munkába állt. Ráadásul Tomtól értesül Mrs. Mulberryről - Parker képzeletbeli angol nevelőnőjéről. Amikor Bree vacsorára hívja George-ot a Van De Kamp-házba, Andrew és George között megkezdődik a vérre menő harc első felvonása, melyből persze csakis a patikus kerülhet ki vesztesen. |     |                                                                       |                       |                                                                                   |                                          |              |
| 28. | 5.  | Miért is hittem benned?! (They Asked Me Why I Believe in You)         | David Grossman        | Alan Cross                                                                        | 2005. október 23. 2006. szeptember 20.   | 25,22 millió |
| Munkába állásának első napjától kezdve világos volt Lynette Scavo számára, hogy az új főnöke, Nina szokatlanul feszült személyiség. Ezt az állapotot enyhítendő, Lynette mindenfélével próbálkozott, mígnem eszébe ötlött a legegyszerűbb módszer: ki kell mozdulni és irány egy bár! Az első ilyen alkalom remekül sikerül, Nina másnap kisimulva érkezik az irodába, ám azt Lynette álmában sem gondolta volna, hogy ennek most már így kell folytatódnia estéről estére, hogy a férfifaló főnöknőjét meg ne bántsa, aki immár örömét leli a pasi-vadászatban. A világon mindenkinek szüksége van valakire, akire rábízhatja magát. Susan számára ez az ember a könyvügynöke, Lonny Moon volt. S most kiderül, hogy a sziklaszilárdság megtestesítője, akire mindig minden helyzetben számítani lehetett, óriási hibát követett el – sikkasztott a könyvkiadónál. Amióta Rex Van De Kamp testét kihantolta a rendőrség, mert úgy vélik, hogy valaki megmérgezte, Bree nem tér magához a fájdalomtól és a keserűségtől, hogy a szörnyű tettel őt gyanúsítják. Amikor pedig felcsillan az esély arra, hogy a megboldogult testét végre kiadják a hatóságok, Bree lelkesen szervezi Rex újratemetését. Gabrielle-nek sikerül megszereznie a rettegett hírű ügyvédet, David Bradleyt Carlos számára, ám a férj féltékenységből hallani sem akar róla. |     |                                                                       |                       |                                                                                   |                                          |              |
| 29. | 6.  | Bárcsak feledni tudnálak! (I Wish I Could Forget You)                 | Larry Shaw            | Kevin Etten & Josh Senter                                                         | 2005. november 6. 2006. szeptember 27.   | 23,93 millió |
| Bree Van De Kamp úgy dönt, hogy a háta mögött hagyja a múltat és ad egy újabb esélyt magának a boldogságra - ki mással, mint a patikus George Williams-szel. Ám a gyerekektől mentes meghitt vacsora kellemetlen szerelmi légyottba csap át, amikor George az élete folyamán már oly sokszor hallott kifogások legeredetibbjét hallja Bree-től, miszerint csalánkiütést kapott tőle. Paul Young ismét felbukkan a Lila Akác közben, és mintha mi sem történt volna, békésen nyírja a füvet a háza előtt. Persze ezt azért a barátnők nem hagyhatják annyiban és rendőrökkel vitetnék el Mrs. Huber hidegvérű gyilkosát. A kertvárosi utcácskában hatalmas embersereg gyűlik össze a nem mindennapi eseményre, ám az egyetlen tanú, akinek a vallomása által Youngot rács mögé lehetne juttatni, némaságba burkolózik. Lynette-nek kell prezentálnia a cég legújabb reklámkampányát a fontos ügyfelek számára, amikor is a kollégái - Nina vezetésével - élesen kritizálják az öltözködését. Lynette majd elsüllyed szégyenében, ezért méregdrága lépésre szánja el magát, ám a helyzet, ha lehet, még kellemetlenebbé válik. David, Carlos ügyvédje eközben a lehető legrosszabbkor és a legkínosabb ürüggyel dobja be a törülközőt. Bree és George egy istenháta mögötti szállodában készülnek elkövetni az első közös éjszakájukat. |     |                                                                       |                       |                                                                                   |                                          |              |
| 30. | 7.  | Színek és fény, avagy ez csak egy rossz álom lehet! (Color and Light) | David Grossman        | Marc Cherry                                                                       | 2005. november 13. 2006. október 4.      | 25,93 millió |
| A fényképezőgép egyszerű eszköz, amivel képeket örökíthetünk meg. Képeket, amelyek többet elárulnak rólunk, mint elsőre hinnénk. Emlékeztetnek a hosszú útra, amit megtettünk, a szeretteinkre, akik útitársaink voltak, azokra, akiket útközben elvesztettünk, és azokra, akik az előttünk álló úton várnak ránk. Mike egyértelmű ridegséggel adja a tudtára Susan-nek, hogy még a vele való barátságból sem kér többé, miközben Susan tanúja lesz annak, ahogy Edie kidobja a házából Karlt. Az exférj később Susannél keres menedéket, és fény derül a szakítás okára: egy Susant ábrázoló fotóra. Másnap a szülők roppant kellemetlen helyzetbe kerülnek Julie előtt. Lynette nagyon boldog, hogy egy olyan édesanyával hozta össze a sors, akinek szintén égetni valóan rossz ikerfiai vannak, s így a hőn áhított játékdélutánokon az ő gyermekei is részt vehetnek, míg ő végre a szombati sziesztáját töltheti. Tom és Lynette döbbenete azonban határtalan, amikor a Harper-gyerekek hétvégi látogatása közben egy, a szüleikről készült pornó-házivideó kerül elő. Rex halála után két hónappal George meglepetésből házat vásárol, majd az anyja és annak barátnője közreműködésével megkéri Bree kezét. Az illemtudó Bree pedig a kényelmetlen szituációban kénytelen igent, vagyis inkább okét mondani. Rövidesen azonban a patikus ismét úgy érzi, hogy boldogsága útjában egy újabb akadállyal kell szembenéznie, melytől persze a maga aljas módján meg is szabadul. Eközben Gabrielle-hez a New York-i modellbarátnői érkeznek látogatóba, ezért Gaby mindent megtesz, hogy a legjobb formáját hozza. Applewhite-ékat pedig sokként éri a felismerés, miszerint Caleb kiszökött a börtönéből.                                                                                  |     |                                                                       |                       |                                                                                   |                                          |              |
| 31. | 8.  | Veszteségek (The Sun Won't Set)                                       | Stephen Cragg         | Jenna Bans                                                                        | 2005. november 20. 2006. október 11.     | 25,92 millió |
| Vannak asszonyok, akik, ha elvetélnek, órákon át csak ülnek a sötétben. Nem merészkednek ki a napfényre, nehogy szembesülniük kelljen azzal az eshetőséggel, hogy az élet megy tovább. Ragaszkodnak a meg nem született gyermekük emlékéhez, és arról álmodoznak, hogy mi lett volna, ha. De Gabrielle Solis nem tartozott ezek közé a nők közé! Miközben a barátnők az összes programjukat félrehagyva Gaby vigasztalására sietnek, ő az elfoglaltságaira hivatkozva vásárolni indul, mialatt Carlos a dühtől és a fájdalomtól nem tér magához, melyet a börtön orvosa nyugtatókkal próbál enyhíteni. Susan és Mike között továbbra is rosszul mennek a dolgok, a férfi hallani sem akar a kétségbeesetten próbálkozó Susan-ről, olyannyira, hogy még az édesanyja esküvőjére szóló meghívást is lemondja. Susan eközben egy önéletrajzi könyv írásába kezd, mely által fájdalmas dolgokkal kell szembesülnie a múltjáról. A Solis-házba történt betörés óta a Lila Akác köz lakói aggódnak a környék biztonságáért, ezért egy hivatásos őrző cég megbízását fontolgatják. Bree egy nap döbbenten olvassa a helyi újságban a saját esküvőjéről szóló hirdetést, ezért azonnal felelősségre vonja George-ot. Nem sokkal ezután Bree-nél megjelenik egy Leila nevű nő, aki arra figyelmezteti, hogy tartsa magát távol a patikustól, aki szerinte egy pszichopata őrült. Bree azonban nem hisz neki, és kidobja őt a házból, majd mégis kérdéseket intéz George-hoz. Carlos, mivel nagyon aggódik Gabrielle testi épségéért, egy börtönből szabadult társát, Hector-t bízza meg a felesége felügyeletével. Lynette-nek kétségei támadnak Tom apai rátermettségével kapcsolatban, ezért különös próbatételt eszel ki a számára. Mindeközben Applewhite-ék továbbra is a szökött Caleb-et keresik. |     |                                                                       |                       |                                                                                   |                                          |              |
| 32. | 9.  | A jó, a rossz és a többiek (That's Good, That's Bad)                  | Larry Shaw            | Kevin Murphy                                                                      | 2005. november 27. 2006. október 18.     | 25,89 millió |
| Miután Bree szakít a patikussal, az minden lehetséges trükköt bevet, hogy visszaszerezze imádott nőjét, ám Bree lassan kezd átlátni a férfin. Ráadásul, amikor Dr. Goldfine-nál van látogatóban a kórházban, összeáll a kép: George volt az, aki a kék biciklijével az orvos mellé tekert a hídon, és aljas szándékkal a mélybe lökte. Világossá válik hát, hogy a patikus elméjével nincs minden rendben és segítségre szorul. Susan azóta sem tért magához a döbbenettől, mióta az anyja közölte vele, hogy az édesapja nagyon is él, ráadásul a város túlsó végén egy gazdaboltot vezet. Először nyomozásba kezd Julie segítségével, majd remek ötletet eszel ki: munkára jelentkezik Mr. Prudy-hoz. Persze - ahogy ezt már Susan esetében megszokhattuk - a dolgok korántsem mennek ennyire simán. Lynette egy nap később érkezik munkába, amikor is félreérthetetlen helyzetben találja Ninát Stu-val. Nina hallgatást kér Lynette-től, míg Lynette ezért cserébe több tiszteletet és kedvességet vár el a főnökétől az alkalmazottak nevében. Nina azonban másnapra kirúgatja Stu-t, Lynette pedig úgy érzi, hogy eljött a cselekvés ideje. Carlost - Gabrielle legnagyobb örömére - egy egyházi szervezet segítségével feltételesen szabadlábra helyezik. De Gaby öröme nem tarthat sokáig, Carlos ugyanis már nem az, aki régen volt. Szent életet akar élni a vallásosság szellemében, s az apáca, aki ebben segítségére lehet, egy valóságos bombázó. |     |                                                                       |                       |                                                                                   |                                          |              |
| 33. | 10. | Hazatérés (Coming Home)                                               | Arlene Sanford        | Chris Black                                                                       | 2005. december 4. 2006. október 25.      | 25,52 millió |
| Bree nem tér magához a döbbenettől, amikor a rendőrség közli vele, hogy George Williams önkezével vetett véget életének. Az első, akivel megosztja a keserű hírt, nem más, mint Andrew, aki azonnal hazatér a javítótáborból. Hosszas beszélgetés után pedig végre a régen megromlott kapcsolat rendeződni látszik anya és fia között. Susan eközben ismét nem várt bonyodalmakba keveredik, amikor Addison Prudy neje kérdőre vonja, és azzal gyanúsítja, hogy ő bizonyosan a férje szeretője. Lynette legújabb terve egy céges bölcsőde létrehozása. Ám ahhoz, hogy ezt megvalósítsa, kénytelen megbirkózni a főnöke kissé különös elveket valló feleségével. Gabrielle továbbra is hadakozik Mary Bernard nővérrel Carlos figyelméért. Persze nem kell őt félteni, ugyanis ravasz ötletekben nála sosincs hiány. Amikor pedig végre Zach hazatér, Paul és Mike kölcsönösen megfenyegetik egymást. Ezalatt Applewhite-ék minden gondolatát az köti le, hogy vajon hogyan szabadítsák ki Calebet a pszichiátriai intézetből, ahová azután zárták be, miután elfogták a rendőrök. |     |                                                                       |                       |                                                                                   |                                          |              |
| 34. | 11. | Egy csók és más semmi (One More Kiss)                                 | Wendey Stanzler       | Joey Murphy & John Pardee                                                         | 2006. január 8. 2006. november 8.        | 23,72 millió |
| Egy csók annyira egyszerű dolog, hogy szinte fel sem tűnik. De, ha jobban szemügyre vennénk, megláthatnánk, hogy minden csóknak megvan a maga sajátos jelentése. A művészet az, hogy meg tudjuk fejteni azt a bizonyos jelentést. Amikor Bree partit rendez, a jó hangulat hevében Gaby viccből megcsókolja Tomot - Lynette szeme láttára. A társaság jót nevet az egészen, de Lynette mélységesen megbántódik, és a buli után szóvá is teszi a dolgot a túl messzire ment barátnőnek. Susan lélegzete is elakad, amikor megpillantja Zach-et, ahogy az barátságosan integet neki a házuk előtt. Persze azonnal Mike-hoz rohan a nagy hírrel, aki azonban elpanaszolja, hogy Paul megfenyegette és eltiltotta őt a fiútól. Zach bocsánatot kér Susantől és Julie-tól a régi tetteiért. Gabrielle azt javasolja Carlosnak, hogy kezdjen ő is viszonyt valakivel, így kvittek lennének. Matthew Applewhite arra kéri az anyját, hogy ne tartsák többé az öccsét a pincébe zárva, hanem végre éljenek együtt normális életet. Bree, miután Andrewt és a barátját csókolózni látja a ház előtt, teljesen kiborul, ám arra végképp nincs felkészülve, hogy egy szép nap az ágyban is együtt találja őket. Felháborodásának Andrew aljas zsarolása vet véget - egy időre. Lynette csak most értesül arról, hogy Gabrielle-nek viszonya volt a kertészfiúval, ezért még féltékenyebbé válik. Később aztán belátja, hogy talán túlreagálta a dolgot, majd egy hirtelen jött ötlettől vezérelve érdekes próba elé állítja Gabyt. Susan jóvá szeretné tenni Mike-nál a történteket, ezért Julie-val és Zach-kel közös bowlingozást szervez. A Monroe nevű férfi - miután napokig figyelte - betör az Applewhite-házba, hogy magával vigye Calebet.                                                        |     |                                                                       |                       |                                                                                   |                                          |              |
| 35. | 12. | Nem lesz semmi baj! (We're Gonna Be All Right)                        | David Grossman        | Alexandra Cunningham                                                              | 2006. január 15. 2006. november 22.      | 22,52 millió |
| A szokásos évi véradás hagyománynak számított a Lila Akác közben. A lakók többsége az egészség és a testi jólét ügyét kívánta támogatni. Ám a barátnőket ez alkalommal teljesen más jellegű problémák foglalkoztatták, nevezetesen: miképp került Applewhite-ék háza elé a csomagtartóba zárt hulla, és vajon ki lehetett a szerencsétlen megboldogult férfi? A környéken felbukkanó „kórra” pedig egyöntetűen mutatnak rá a „gyógymódra”: Bree – Barton nyomozó segítségével – nézzen utána az Applewhite-ék körüli titokzatos dolgoknak. Jó pár csalódás és egy balul sikerült vakrandi után, Susant végre összehozza a sors Dr. Igazival, a zavarba ejtően jóképű sebésszel. Julie hathatós rábeszélésére pedig – a maga ügyetlen módján – rástartol Dr. Ron-ra. Bree később félreérthető helyzetbe keveredik Barton nyomozóval, Gabrielle-ről viszont annál félreérthetetlenebb képek kerülnek fel az Internetre. Tom pánikba esik, amikor kiderül, hogy a gyerekek bárányhimlősek, Lynette pedig teljesen kikészül, amikor kiderül, hogy Tom-nak van egy B terve arra az esetre, ha ő esetleg valami oknál fogva nem lenne. Nem utolsósorban pedig hosszú hallgatás után Noah Taylor felveszi a kapcsolatot Mike-kal. |     |                                                                       |                       |                                                                                   |                                          |              |
| 36. | 13. | A hadviselés művészete (There's Something About a War)                | Larry Shaw            | Kevin Etten                                                                       | 2006. január 22. 2006. november 29.      | 25,33 millió |
| A hadviselés művészetében az a szép, hogy hosszú évek tapasztalata után képesek vagyunk a teljes megadásra. De minden katona számára eljön az a nap, amikor ráébred, hogy egyszerűen muszáj harcolnia. A győztes pedig mindent visz! Sokként éri a hír Gabrielle-t, hogy Mary Bernard nővér visszatért a missziós útjáról, így a kettejük között megkezdődött harc még durvább terepen folytatódik tovább _ a legkülönfélébb fegyvernemek használatával. Egy közös munka Lynette-tel újra visszaadja Tom önérzetét, és a bizonyosságot, hogy van helye a reklámszakmában, ezért úgy dönt, hogy állásinterjúra jelentkezik Lynette cégénél. Dr. Ron közli Susan-nel, hogy vándorlépe van, és sürgősen műtétre szorul. Susan roppant kellemetlennek érzi az egész helyzetet, ráadásul azt is megtudja, hogy a sebésznek ez lenne az első ilyen jellegű beavatkozása, ezért esetlenül bár, de közli Dr. Ron-nal, hogy szívesebben operáltatná magát egy tapasztaltabb orvossal. Bree rajtakapja Danielle-t és Josh-t, mely nem várt következményekkel jár. S amikor a fiatalok kifecsegik egymásnak a családjuk legféltettebb titkait, Bree és Betty kénytelenek rájönni, hogy több bennük a közös vonás, mint azt hitték. |     |                                                                       |                       |                                                                                   |                                          |              |
| 37. | 14. | Ostoba ötletek (Silly People)                                         | Robert Duncan McNeill | Tom Spezialy                                                                      | 2006. február 12. 2006. december 6.      | 23,47 millió |
| A világ tele van valószínűtlen barátságokkal, különös párosításokkal, amik a felületes szemlélő számára tökéletesen értelmetlennek tűnnek. De, ha közelebbről szemügyre vesszük őket, rájöhetünk, mi kovácsolja egybe ezeket a szövetségeket. Hiszen a közös cél még a halálos ellenségeket is összehozhatja. Így van ezzel Susan és Edie is, akiket a legutóbbi pókerparti óta egyszerűen nem hagy nyugodni a gondolat, hogy Bree akkor valamit el akart árulni Applewhite-ékról, s vajon mégis mi lehet a hatalmas pálfordulás kiváltója. Végül – mivel Bree-ből egy szót sem sikerül kihúzniuk – arra jutnak, hogy az ok nem lehet más, mint Danielle és Matthew szerelme. Tom minden erejével igyekszik jóban lenni az új főnökével, de csak sorozatos megaláztatásnak teszi ki magát. Susan, hogy meglegyen a műtét elvégzéséhez megfelelő biztosítása, Edie tanácsára úgy dönt, hogy férjhez megy. De miután a tervezett esküvő kútba esik, Karl-tól kap visszautasíthatatlan ajánlatot. Bree szaglászni indul Betty Applewhite-ék házába, és súlyos titkokra bukkan. Eközben Solis-ék házába a Maxine Bennett-nél rabszolgaként tartott Xiao-Mei személyében új lakó költözik. |     |                                                                       |                       |                                                                                   |                                          |              |
| 38. | 15. | Egy apró szívesség (Thank You So Much)                                | David Grossman        | Dahvi Waller                                                                      | 2006. február 19. 2006. december 13.     | 23,41 millió |
| Bree egy magányosan töltött este után - kissé kapatosan - a háza előtti virágágyásban tölti az éjszakát. Zach egyre többet érdeklődik az igazi szülei után, amit Paul nem vesz túl jó néven. Eközben pedig - miután Felicia Tilman mindenről beszámolt Noah Taylor-nak - a haldokló férfi a meglehetősen kétes hírű Sullivan nyomozó segítségével próbálja felkutatni az unokáját. Lynette teljesen magán kívül lesz, amikor szembesül a ténnyel, hogy Tom Mrs. McCluskey-t hívja a gyerekekhez bébi-csősznek, és inkább Bree-t kéri meg, hogy segítsen. Gabrielle anyja feltűnik a színen, és alaposan felkavarja a kedélyeket a Solis házban. Edie jegygyűrűt és házassági szerződést talál Karl táskájában, és rögtön érteni véli a helyzetet, vagyis inkább félreérteni. Zach kihallgat egy beszélgetést, melyből számára döbbenetes információhoz jut. Lynette pedig csak lassanként méri fel, hogy milyen nagy is a gond Bree háza táján. |     |                                                                       |                       |                                                                                   |                                          |              |
| 39. | 16. | A helyes út (There Is No Other Way)                                   | Randy Zisk            | Bruce Zimmerman                                                                   | 2006. március 12. 2006. december 20.     | 22,20 millió |
| Carlos és Gabrielle végre rászánják magukat, hogy örökbe fogadjanak egy kisbabát, ám az ügynökségen Helen Rowland-be, John anyjába botlanak, aki bosszúból végérvényesen megakadályozza, hogy Solisék legális úton jussanak gyerekhez. Elérkezik Susan műtétjének napja, de Susan természetesen a kórházban is többszörösen bajba keveri saját magát. Először is ott van Dr. Ron törött karja, aztán a "Karl a férjem, vagyis az exférjem" jeligére hallgató zűrzavar, majd Mike felbukkanása a beteglátogatási időben.Tom nehezen tudja megemészteni, hogy Lynette a főnöke, és ez a családi nyugalmat is megkavarja. Lynette elmondja a többieknek is, hogy Bree komoly alkohol-problémával küzd, ezért a barátnők közösen szeretnének segíteni rajta. Andrew és Bree között ezalatt továbbra is dúl a háború, ám a fiú egyre aljasabb eszközöket vet be. Felicia Tilman visszaköltözik nővére házába, miközben Noah Taylor Paul életére tör, majd a férfi fogva tartásával kényszerít ki az unokájából a találkozót. |     |                                                                       |                       |                                                                                   |                                          |              |
| 40. | 17. | Elválások (Could I Leave You?)                                        | Pam Thomas            | Scott Sanford Tobis                                                               | 2006. március 26. 2007. január 17.       | 21,41 millió |
| Gabrielle-ről köztudott volt, hogy világ életében igényes vásárló volt, és szerette a szépet. Így persze magától értetődik, hogy a leendő gyermeke anyjának kiválasztásánál sem kevésbé finnyás. Választása tehát egy sztriptíztáncosnőre esik. Lynette felvesz a céghez egy fiatal anyát, aki még mindig szoptatja az ötéves fiát. Mivel a kollegák rossz szemmel nézik a dolgot, kis cselhez kell folyamodnia, hogy némileg felgyorsítsa az elszakadást. Susan meghívja Dr. Ron-t egy közös vacsorára Karllal, ezzel bizonyítandó, hogy nincs közöttük semmi, de csak arról sikerül meggyőznie a dokit, hogy még mindig szerelmes Mike-ba. Bree pedig úgy dönt, hogy felveszi a kesztyűt a rossz szokásával, és csatlakozik egy Anonim Alkoholista csoporthoz. |     |                                                                       |                       |                                                                                   |                                          |              |
| 41. | 18. | Kísértések (Everybody Says Don't)                                     | Tom Cherones          | Történet: Jim Lincoln Tévéjáték: Jenna Bans & Alexandra Cunningham                | 2006. április 2. 2007. január 24.        | 21,82 millió |
| Bree a józansága huszadik napján már egyáltalán nem gondol az italra, ugyanis gondolatait teljesen más köti le, vagyis a mentora, Peter McMillian. Carlos és Gabrielle ajándékot visznek Libby-nek a bárba, ahol táncosnőként dolgozik, és meghökkenve értesülnek róla, hogy a nőnek van barátja. Carlos azonban ennek ellenére nem adja fel a babaszerzési akciót. Felicia emlékezteti Mike-ot az egykor tett ígéretére, miszerint legszívesebben megölné Paul Young-ot, ám Mike közli az indulatos asszonnyal, hogy a dolgok immár megváltoztak. Susan és Julie nem térnek magukhoz a döbbenettől, amikor kiderül, hogy Edie meglepetésből eljegyzési partit, majd azonnali esküvőt szervez Karl-lal. Ám nem telik el sok idő, és éppen Susan-t és Karl-t éri hatalmas meglepetés – Dr. Ron jóvoltából, majd Edie példás büntetést szab ki rájuk. Andrew nagykorúsíttatási ügye a tanúk meghallgatásával folytatódik. Lynette teljesen elbizonytalanodik Bree-t illetően, ezért a tanúvallomása előtt Andrew-t egy tesztnek veti alá. Solis-ékat értesíti Libby, hogy beindult nála szülés, miközben Edie eljegyzésén Felicia rendez hatalmas botrányt. |     |                                                                       |                       |                                                                                   |                                          |              |
| 42. | 19. | Ne nézz rám! (Don't Look at Me)                                       | David Grossman        | Josh Senter                                                                       | 2006. április 16. 2007. január 31.       | 20,02 millió |
| Hat hét telt el azóta, hogy Andrew Van De Kamp hadat üzent az anyja ellen. A végső ütközetet a Széplaki Megyei Bíróságon készültek megvívni, Bree pedig tudta, hogy vér fog folyni, csak azt nem tudta, hogy a felmentő sereg már úton van. Danielle telefonhívására a meghallgatás előtt megjelennek Bree nevelőszülei, Eleanor és Henry Mason. Miután sikerül elintézniük, hogy elnapolják a tárgyalást, megpróbálják kibékíteni anyát és fiát, ám a helyzet sokkal bonyolultabb, mint azt gondolták volna. Eközben a kis Lily felügyeleti jogát átmenetileg Solis-ékra bízza a bíróság. Ám Gabrielle kezdeti lelkesedése a kis jövevénnyel szemben idővel alábbhagy, és mindenáron bébiszittert akar fogadni. Miután Carlos ezt egyértelműen elutasítja, Gabi titokban Xiao-ra bízza a kislányt. Lynette-nek jókora fejtörést okoz, miképp világosítsa fel Parker-t, aki előbb az egyik osztálytársánál, majd Mrs. McClusky-nál érdeklődik a "gólya hozza" téma szemléltetéséről. Karl az eljegyzési buli óta egyre többször próbálkozik Susan-nél, Julie pedig a nemtetszését fejezi ki ezzel kapcsolatban. Amikor aztán Susan kénytelen Julie nélkül moziba menni, éppen Mike-kal kerül kellemetlen helyzetbe, melyből egy Orson Hodge nevű férfi menti ki. A nagyszülők úgy határoznak, hogy magukkal viszik Andrew-t Rhode Island-re. |     |                                                                       |                       |                                                                                   |                                          |              |
| 43. | 20. | Fohászok, fogadkozások (It Wasn't Meant to Happen)                    | Larry Shaw            | Marc Cherry & Tom Spezialy                                                        | 2006. április 30. 2007. február 7.       | 21,30 millió |
| Karl úgy dönt, hogy egy jól sikerült búcsúlevél kíséretében elhagyja Edie-t, ám a minden részletében megtervezett lelépés egy kissé balul sül el. A barátnők mind Edie-t vigasztalják, miközben Susan-nek lelki-ismeretfurdalása van, ezért próbál Edie kedvében járni, olyannyira, hogy még verekedni is képes érte. Majd Edie magánnyomozót fogad, hogy megtalálja azt a nőt, aki miatt Karl ejtette. Peter mentora az Anonim Szex-függőktől rajtakapja a férfit, amint az éppen Bree-t készül megcsókolni, ezért eltiltja tőle. Bree-nek azonban kapóra jön egy adag kábítószer, mellyel eltávolíttathatja Claude-ot Peter közeléből. Később Bree felajánlja a mentori segítségét, Peter pedig olyan helyzetet teremt, hogy a szeretett asszony megtapasztalhassa, mit is vállal ezzel. Betty Applewhite úgy dönt, hogy eladja a házukat. A szerelmes fiatalok, Danielle és Matthew azonban a költözés hírére kegyetlen tervet eszelnek ki, mellyel elérik, hogy Applewhite-ék mégis Széplakon maradjanak. A megkeseredett édesanya később tragikus lépést fontolgat Caleb-bel kapcsolatban. Lynette - ugyan nem egészen önszántából -, de segítségére van a főnöke házasságának rendbehozatalában. Amikor azonban Ed elpuskázza az egészet, aljas módon bűnbakot keres, és talál is: Tom személyében. Felbukkan a kis Lily vér szerinti, kiskorú apja, hogy magával vigye a babát. Solis-ék kétségbe esnek, majd Gabrielle mindent elkövet azért, hogy tisztázza az ügyet és Lily náluk maradhasson, de úgy tűnik, hogy az égiek ezt másképp akarják. |     |                                                                       |                       |                                                                                   |                                          |              |
| 44. | 21. | Bosszú (I Know Things Now)                                            | Wendey Stanzler       | Kevin Etten & Bruce Zimmerman                                                     | 2006. május 7. 2007. február 21.         | 21,33 millió |
| Miután az anya meggondolta magát, és az örökbefogadási procedúra meghiúsult, Gabrielle és Carlos számára éppen kapóra jön, hogy Xiao-Mei-t többszöri, írásos felszólítás után immár ki akarják toloncolni az országból. Néhány esetben azonban az állam kivételt tesz, s ilyen az állapotosság is. Kiderül azonban, hogy a lány még szűz, melyre természetesen Solis-ék más-más módon reagálnak. Betty keserűen halad terve beteljesítése felé, ám ekkor érdekes információk birtokába jut Caleb által, mely más megvilágításba helyezi a történteket. Andrew látszólag úgy tesz, mintha minden rendben lenne az édesanyja és közte, miközben éppen most készül véghez vinni azt a legnagyobb aljasságot, melyre egykor még a templom falai között is ígéretet tett. Bree-nél ennek hatására pedig végleg elszakad a cérna. Ed egyre csak a lehetőséget keresi, hogy Tom-ot eltávolítsa az állásából, s mindeközben még arra is marad energiája, hogy bogarat ültessen Lynette fülébe a házasságukat illetően. Az Edie által felbérelt magánnyomozó gyorsan rátalál Karl "gaz csábítójára", ám a még mindig szerelmes Mike először ököllel, majd némi készpénzzel jobb belátásra bírja. Susan miközben rettegve ugyan, de jót akar, óriási hibát követ el, ami persze a körülmények ismeretében nem marad megtorlás nélkül. |     |                                                                       |                       |                                                                                   |                                          |              |
| 45. | 22. | Nem vagy egyedül (No One Is Alone)                                    | David Grossman        | Kevin Murphy & Chris Black                                                        | 2006. május 14. 2007. február 28.        | 21,03 millió |
| Lynette zavarba ejtő híreket kapott, Caleb felfedett egy titkot, Susan feladott egy vallomást és Bree élete legnehezebb döntését hozta meg. Miután fedél nélkül maradt, minden barátja Susan segítségére siet, s még Orson is segédkezik a romeltakarításban. Susan-t a porig égett háza után még az is sokkolja, hogy a biztosító gyújtogatásra gyanakszik, ezért csak a nyomozás lezárta után fizet. Az elkövető személye minden valószínűség szerint nem más, mint Edie Britt, melyről Susan kézzelfogható bizonyosságot akar szerezni. Bree szörnyű bűntudatot érez amiatt, hogy Andrew-tól megszabadult, s a lelkiismeretét a lányával való fokozott törődéssel szeretné megtisztítani. Danielle megkésett születésnapi bulija azonban éppen Bree miatt fullad botrányba. Kiderül, hogy a beültetés sikeres volt és Xiao-Mei Solis-ék gyermekét várja. Ám Gabrielle kezdeti boldogsága rövidesen alábbhagy, ugyanis Carlos kitüntetett figyelmet szán a várandós fiatal lánynak, mely már szinte betegessé válik nála. Felicia mesterkedése, mely szerint Paul Young-ot módszeresen tönkreteszi, úgy tűnik, hogy célját éri. Lynette rákérdez Tomnál az Atlantic City-s utazgatásokra, és megnyugtató magyarázatot kap – látszólag, ugyanis Lynette alapos nyomozásba kezd a férje után. Danielle, Matthew kiszabadítása után búcsúlevéllel a háta mögött kereket old, Bree pedig ezt követően idegösszeroppanást kap. |     |                                                                       |                       |                                                                                   |                                          |              |
| 46. | 23. | Emlékezz! 1. rész (Remember Part 1)                                   | Larry Shaw            | Történet: Alexandra Cunningham & Tom Spezialy Tévéjáték: Marc Cherry & Jenna Bans | 2006. május 21. 2007. március 7.         | 24,23 millió |
| Az élet rendje minden közösségben, hogy emberek beköltöznek és kiköltöznek. Mary Alice Youngnak lehetősége volt nyomon követni minden későbbi barátnője beköltözését a Lila Akác közbe. Susan 14 évvel ezelőtt érkezett, és természetesen azonnal az ügyetlenségével mutatkozott be. Bree a szokatlan nevelési módszerével keltett óriási feltűnést, amikor is 12 éve, az akkor hatéves Andrew-t regulázta meg egy aprócska csínytevés miatt, Mary Alice és Susan legnagyobb döbbenetére. Lynette, férjével együtt 8 éve, ikerfiaival terhesen költözött az utcába, s az akkorra már barátnőkké vált Mary Alice, Susan és Bree egy hangos vita kellős közepébe csöppentek, melyben ráadásul még igazságot is kellett szolgáltatniuk. Solisék 3 éve éldegélnek a kertvárosi utcácskában, és kapcsolatukhoz híven, egy roppant forró pillanatban ismerhették meg őket a szomszédság háziasszonyai. Ám azóta rengeteg dolog történt a Lila Akác közben. Családok hullottak szét és életek mentek tönkre. Susan végre megpróbál a saját lábára állni - mindenfajta segítség nélkül, és Julie-val együtt átmenetileg egy lakókocsiban rendezkedik be. Bree a szanatóriumban próbál felejteni, miközben rémisztő híreket kap. Lynette egy Porterrel történt baleset kapcsán kénytelen szóba állni Tommal. Gabrielle eközben egyik sokkból a másikba esik Carlos miatt. Zach - az apja nyomására - a haldokló Noah-t látogatja meg, hogy pénzt szedjen ki belőle. Bettyt pedig elfogja a rendőrség, amikor az éjszaka közepén Calebbel együtt el akarja hagyni a várost, s később újabb megdöbbentő ténnyel kell szembesülnie Matthew-val kapcsolatban. |     |                                                                       |                       |                                                                                   |                                          |              |
| 47. | 24. | Emlékezz! 2. rész (Remember Part 2)                                   | Larry Shaw            | Történet: Alexandra Cunningham & Tom Spezialy Tévéjáték: Marc Cherry & Jenna Bans | 2006. május 21. 2007. március 14.        | 24,23 millió |
| Miután Betty Applewhite szembesítette Bree-t Matthew szörnyű tetteivel, (miszerint Matthew megölte Melanie Fostert) a kétségbeesett anyának egyre csak az jár a fejében, miképp szökhetne meg a pszichiátriai intézetből. Mike hangot ad a csalódottságának, miszerint Karl egyértelműen a jegygyűrű okozta féltékenységéből vásárolt házat Susannek, mire a két férfi között ökölharcra kerül sor. A csatában Mike egy fogát veszíti, ezért ellátogat Dr. Orson Hodge-hoz, Susan fogorvos barátjához, aki felettébb gyanúsan viselkedik vele. Gabrielle-nek eközben egyre inkább szemet szúr a férje és Xiao-Mei különös kapcsolata, s az apró jelek alapján lassan már biztos benne, hogy Carlos megcsalja őt. Hogy minderről bizonyítékot is szerezzen, babafigyelőkkel szereli fel az egész házat, s az eredmény nem marad el. Kiderül, hogy Zach örökli meg Noah Taylor teljes vagyonát, s úgy tűnik, hogy a megboldogult gazember óriási birodalma méltó utódra lelt. A városba érkezik Tom törvénytelen lányának anyja, aki mindenáron pénzt akar kicsikarni Scavoékból, majd aztán úgy dönt, hogy Kaylával együtt inkább Tomék közelébe költöznek. Miután egyszer és mindenkorra tisztázta a már nem létező kapcsolatát Karllal, Susan romantikus lakókocsis randevúra hívja Mike-ot, melyen azt tervezi, hogy majd ő lesz az, aki megkéri a kezét. Mike ugyan elindul, ám soha nem ér oda a találkára. Matthew és Danielle az éj leple alatt szöknek vissza a Lila Akác közbe, hogy pénzt szerezzenek, amikor váratlanul hazaérkezik Bree. |     |                                                                       |                       |                                                                                   |                                          |              |

## 3. évad (2006-2007)
| Sor. | Év. | Cím                                                       | Rendező         | Író                                       | Premier                                   | Nézettség    |
| --- | --- | --------------------------------------------------------- | --------------- | ----------------------------------------- | ----------------------------------------- | ------------ |
| 48. | 1.  | Eső kopog a tetőn (Listen to the Rain on the Roof)        | Larry Shaw      | Marc Cherry & Jeff Greenstein             | 2006. szeptember 24. 2007. szeptember 11. | 24,09 millió |
| Bree és Orson félévi járás után eljegyzik egymást. Susan a kórházban megismerkedik Ian Hainswoth-szel, akinek a felesége, Jane kómában fekszik, épp úgy, mint Mike. Lynette-éket Nora folyton zaklatja, így mikor Lynette eltitkolja előle, hogy Parkernek szülinapi partija lesz, abból is nagy kalamajka alakul ki. Gabrielle-nek az idegeire megy a terhes Xiao-Mei, és amikor megfenyegeti, hogy visszaküldi Kínába, hogy munkás legyen, a lány megszökik, és a megüresedett Young-házba bújik el, amin Edie próbál túladni - nem sok sikerrel. Carlos összevész Gabyval, amikor tudomást szerez erről. Az asszony szó nélkül elhajt. Bree és Orson eljegyzési partijára a zuhogó esőből egy múltbéli ismeretlen teszi be a lábát: Carolyn Bigsby, a férfi régi szomszédja. A váratlan vendég azt mondja Bree-nek, hogy Orson megölte az első nejét, és ha Bree hozzámegy, ő lesz a következő. Orson elmondja Bree-nek, hogy a nejét eltűntnek nyilvánították. |     |                                                           |                 |                                           |                                           |              |
| 49. | 2.  | Kettőn áll a vásár (It Takes Two)                         | David Grossman  | Kevin Murphy & Jenna Bans                 | 2006. október 1. 2007. szeptember 18.     | 21,42 millió |
| A tökéletes pár. Mindannyiunknak ismerős, nem igaz? A férfi és a nő, akiket olyannyira egymásnak teremtett az ég, hogy úgy érezzük, az ő útjuk csakis a boldogságba vezethet. Pedig azon az úton igen sok kitérő van. És még egy tökéletes pár is zsákutcában találhatja magát. Gabrielle és Carlos úgy tűnik, hogy csúnya válás elé néznek, ugyanis már a válóperes mediáció sem segít rajtuk. Lynette öröme nem tart sokáig, amikor Nora rövid együttlét után szakít az aktuális pasijával. Bree izgatottan és hatalmas lendülettel készül az esküvőre, ám a szertartás napján a dolgok sajnos nem teljesen úgy alakulnak, ahogy azt eltervezte. Egy hulla váratlan felbukkanása ugyanis véget vet az ünneplésnek. Edie-nek eközben új lakótársa akad, a problémás kamasz unokaöccse, Austin személyében. Susan pedig a szokásos formáját hozza, amikor randizni próbál Iannel. |     |                                                           |                 |                                           |                                           |              |
| 50. | 3.  | Egy hétvége vidéken (A Weekend in the Country)            | Wendey Stanzler | Bob Daily                                 | 2006. október 8. 2007. szeptember 25.     | 20,96 millió |
| Bree és Orson örömmámorban úszva várakoznak a repülőtéren, hogy a nászútjukra induljanak, amikor is Bree meghökkentő riportot lát a tévében. A műsorban hajléktalan gyermekekről van szó, és éppen Andrew-t faggatják sanyarú gyermekkoráról. Orson Hodge pedig ezúttal kénytelen tudomásul venni, hogy a mézesheteknek lőttek – minden értelemben. A Lila Akác közben mindenki csomagol, abban a reményben, hogy megszabadul a mindennapjaitól. Lynette a házasságában egy csak gyűlő feszültségektől menekül, Gabrielle pedig egy egyre durvábban alakuló válóper elől. Susan eközben az egyre csak súlyosbodó bűntudata elől próbál elbujdosni. |     |                                                           |                 |                                           |                                           |              |
| 51. | 4.  | Magántörténelem (Like It Was)                             | Larry Shaw      | John Pardee & Joey Murphy                 | 2006. október 15. 2007. október 2.        | 20,64 millió |
| Edward Sibley volt Széplak városának szeretett alapító atyja. Azt megelőzően szeszcsempész, nőcsábász és lótolvaj hírében állt, no persze Edward múltjának eme szeletére senki sem emlékszik már. Szerencsére a történelem arra való, hogy újraírják! És ezt senki sem tudta olyan jól, mint Bree Hodge. Bree minden erejével azon van, hogy újra összehozza a családját, s ennek első és legfontosabb elintézendő kérdése, hogy vajon Andrew eddigi tartózkodási helyéről milyen mesét is tárjanak a külvilág elé. Mike Delfino végre felébred a kómából, ám az elmúlt két év történéseiből semmire sem emlékszik. Természetesen Edie most is, mint mindig mellette tartózkodik, és segít neki felidézni a múltat. Susan még mindig Ian-nal tölti a napjait, amikor is értesül Mike állapotáról. Lynette elhatározza, hogy nem fogja engedni, hogy Parker felhagyjon a baseballal, még ha borzalmasan is játszik. Carlos visszaköltözik Gabrielle-hez, amit azonban Gaby nem fogad túláradó örömmel. |     |                                                           |                 |                                           |                                           |              |
| 52. | 5.  | Gáncsoskodók (Nice She Ain't)                             | David Warren    | Alexandra Cunningham & Susan Nirah Jaffee | 2006. október 22. 2007. október 2.        | 19,71 millió |
| Bree családjában talán még sosem volt ekkora az egyetértés - ugyanis mindannyian rászálltak Danielle-re, a történelemtanárával folytatott viszonya miatt. Gabrielle és Carlos válása újabb keserűséget okoz mindkettejük számára. Susan úgy dönt, hogy ideje megtornáztatni egy kicsit Mike memóriáját, amikor is ráébred, hogy Mike Edie-t hiszi a barátnőjének. Tom elhatározza, hogy valóra váltja egyik nagy álmát, és nyit egy pizzériát. Persze ennek Lynette egy cseppet sem örül. Eközben rejtélyes körülmények között találnak egy halott nőt, akinek a testére Mike telefonszáma van felfestve. |     |                                                           |                 |                                           |                                           |              |
| 53. | 6.  | Én igen nagy vétkem (Sweetheart, I Have to Confess)       | David Grossman  | Dahvi Waller & Josh Senter                | 2006. október 29. 2007. október 9.        | 21,24 millió |
| Lynette és Tom összevesznek a pizzéria-ügyön, így Nora megpróbálja elcsábítani a megbántott férfit, aki hazarohan, és mindent elmond Lynette-nek, aki elmegy Norához, és közli vele, hogy többé nem találkozhat Tommal, különben megbánja. Susan rajtakapja Mike-ot és Edie-t hancúrozni a kórteremben, így újra összejön Iannel. Bree-hez váratlanul beállít a vádaskodó Carolyn Bigsby, hogy bocsánatot kérjen, és Bree meghívja őt és a férjét, Harveyt vacsorára. Az étteremben Harvey elmondja Orsonnak, hogy viszonya volt egy Monique nevű lánnyal, aki pár hónapja eltűnt. A mosdóban Carolyn egy jelentést ad Bree-nek, amit Alma tett a rendőrségen, mert Orson állítólag megverte. Később Orson egy fülkéből névtelenül felhívja a rendőrséget, és elmondja, hogy a talált halott lánnyal Harveynak viszonya volt, majd leteszi a kagylót. Carlos ügyes csellel ráveszi Gabrielle-t, hogy feküdjenek le, de mikor Gaby rájön, hogy a férje átverte, kilöki őt a hálószobájuk ablakán. |     |                                                           |                 |                                           |                                           |              |
| 54. | 7.  | Bumm! (Bang)                                              | Larry Shaw      | Joe Keenan                                | 2006. november 5. 2007. október 16.       | 22,65 millió |
| Péntekre virradóra Lynette - ugyan már hosszú hónapok óta nem történt meg vele - Mary-Alice-szel álmodik, amit amint csak teheti, azonnal elmesél a többieknek. Susan szerint a nyomasztó gondolatok azért jöhettek elő, mert néhai barátnőjük házába új lakók költöztek. Bree az Alma-val való történtekről, a jelentésről és a feltételezett baleset körülményeiről faggatja Orson-t. Nora közli Scavo-ékkal, hogy úgy döntött, Kayla-val együtt Mexikóba költözik, hogy táncosnőként dolgozzon egy éjszakai bárban, ahová persze továbbra is várja a gyerektartást Tom-tól. Gabrielle és Carlos között kimondják a válást, miszerint a ház a feleséget illeti, a benne található összes bútordarab pedig Carlos-é marad, így Gaby kénytelen azon törni a fejét, hogy milyen munkát vállaljon a megélhetéséért. Susan eközben boldogan készül a párizsi kiruccanásukra Ian társaságában. Carolyn Bigsby olyan dologról értesül Bree-től, ami nemcsak a napját teszi tönkre, hanem úgy érzi, hogy végérvényesen kettétöri az életét, ezért elkeseredett lépésre szánja el magát, mely Széplak lakói közül több ember életét is veszélyezteti.                                                                      |     |                                                           |                 |                                           |                                           |              |
| 55. | 8.  | Segítő kezek (Children and Art)                           | Wendey Stanzler | Kevin Etten & Jenna Bans                  | 2006. november 12. 2007. október 30.      | 22,27 millió |
| Gabrielle elhatározza – most, hogy kimondták a válásukat Carlosszal – visszatér a modellszakmába, ezért első lépésként New Yorkba utazik, hogy találkozzon az egykori ügynökével. Lynette-et végre hazaengedik a kórházból – népes családja legnagyobb örömére. Susan és Ian váratlanul korábban térnek haza az esti programjukról, amikor is legnagyobb döbbenetükre Julie-t és Austin-t a kanapén találják, félreérthetetlen helyzetben. Amikor Bree – persze már jó előre – írni kezdi a karácsonyi üdvözlőlapokat, úgy dönt, hogy Orson édesanyjának is küld egyet. Amikor azonban kiderül, hogy Gloria Hodge a világvége helyett éppen, hogy csak félórányira lakik Széplaktól egy idősek otthonában, Bree úgy határoz, hogy titokban meglátogatja őt. Susan teljesen véletlenül értesül arról, hogy Mike hazatért az otthonába, de persze a közelébe sem férkőzhet Edie miatt. Ám a legnagyobb gondja most mégiscsak az, hogy mindenáron szétválassza a fiatalokat, ezért úgy dönt, hogy egyedül nem boldogulván, Karl-tól kér segítséget Austin Britt eltávolítására. |     |                                                           |                 |                                           |                                           |              |
| 56. | 9.  | Királylányok és hercegek (Beautiful Girls)                | David Grossman  | Dahvi Waller & Susan Nirah Jaffee         | 2006. november 19. 2007. november 6.      | 21,63 millió |
| Amikor Lynette köszönetképpen tortát visz ajándékba Art-nak, az új szomszédnak, amiért az megmentette az életét, a férfi házában ijesztő dolgokra bukkan. A pince például tele van csupa félmeztelen fiúkkal teli poszterekkel, és rengeteg gyerekjátékkal, amelyekből Lynette egyértelműen arra a következtetésre jut, hogy Art egy undorító pedofil alak. Eljön az a nap, amikor Susan végre Ian otthonában tölti az éjszakát, ám az azt követő reggelen roppant kínos helyzetben találkozik össze a ház inasával, Rupert-tel, amelyből kiderül, hogy Ian még soha nem mesélt a kettejük kapcsolatáról. Gabrielle stylist barátja, Vern arra kéri őt, hogy segítsen neki a közelgő divatbemutatójára felkészíteni a jövő modelljeit. Hodge mama pedig továbbra is a jelenlétével boldogítja Bree-t és Orson-t, miközben Edie minden segítségével próbál Mike kedvében járni. |     |                                                           |                 |                                           |                                           |              |
| 57. | 10. | Varázsének (The Miracle Song)                             | Larry Shaw      | Bob Daily                                 | 2006. november 26. 2007. november 13.     | 21,43 millió |
| Miután Orson anyja elmesélte Bree-nek, hogy a fia csalta az előző feleségét, egy bizonyos Monique-kal, Bree elküldi a férfit. Ian bejelenti Susan-nek, hogy a szülei látogatóba érkeznek, és szeretné, ha ő főzné nekik az ünnepi vacsorát. Persze a cseppet sem konyhatündér Susan ettől óriási pánikba esik, ám szerencsére számíthat Bree segítségére. Miközben Carlos Mike-nál tengeti a mindennapjait, Gabrielle az egyik tanítványa özvegy édesapjával randizik. A rendőrség ez idő alatt továbbra is nagy erőkkel folytat nyomozást Monique halálának ügyében. Gloria Hodge arról győzködi Bree-t, hogy sokkal jobbat érdemel a fiánál, ezért sürgősen szabaduljon meg tőle – ha lehet, végérvényesen. Rebecca, Art húga szemrehányást tesz Lynette-nek, amiért az a rossz hírüket kelti és megpróbálja felvilágosítani, hogy nagyon félreértette a helyzetet. Mike-ot gyilkosság vádjával letartóztatják, s nem sokkal később Edie is szakít vele. |     |                                                           |                 |                                           |                                           |              |
| 58. | 11. | Se had, se harc, se háború (No Fits, No Fights, No Feuds) | Sanaa Hamri     | Alexandra Cunningham & Josh Senter        | 2007. január 7. 2007. november 20.        | 18,71 millió |
| Van a napnak egy pillanata, amit minden feleség epekedve vár. Akkor érkezik el, amikor már minden házimunka végére jártunk, de a gyerekek még nem értek haza a suliból. Ekkor van itt az ideje, hogy a jó barátnők összeüljenek, igyanak egy pohár kávét és alaposan kitárgyalják azokat a jó barátnőket, akik aznap nem tudnak ott lenni. Susan elmeséli a többieknek, hogy nem áll szóba többé Bree-vel, amiért az hagyja, hogy Mike - Orson helyett - vigye el a balhét. Ráadásul az is világossá válik számára, hogy a barátnője visszafogadta a férjét. Bree-t eközben nem várt és kellemetlen meglepetés éri: Alma Hodge csenget be a házukba. Tom és Lynette minden erejével azon van, hogy Kayla-t segítse a családba és a többi gyermekük közé való beilleszkedésben. Susan - annak ellenére, hogy Ian-nek ígéretet tett - meglátogatja Mike-ot a börtönben, hogy személyesen közölje vele a jó hírt az ügyvédről. Carlos pedig minden lehetőséget megragad arra, hogy Gabrielle és Bill bimbódzó románcát megzavarja, mialatt Julie és Austin kapcsolata is egyre komolyabbra fordul. |     |                                                           |                 |                                           |                                           |              |
| 59. | 12. | Csak a testemen keresztül (Not While I'm Around)          | David Grossman  | Kevin Murphy & Kevin Etten                | 2007. január 14. 2007. november 27.       | 16,76 millió |
| Paul Young úgy alakítja a dolgokat a börtönben, hogy neki kelljen megvédenie Mike-ot, így az az adósa marad. Gabrielle ugyan borzasztóan élvezi a szingliélet mindennapjait, de az estéket rettegve tölti az üres házban, ezért úgy dönt, hogy áthívja Carlos-t éjszakára. Ráadásul a titkos imádóját is egyre inkább terhes zaklatóként éli meg… Lynette és Tom egy kellemesnek ígérkező estén újra összekapnak Tom hamarosan megnyíló étterme miatt. Bree elképedve értesül arról, hogy Alma úgy döntött, megveszi az Applewhite-házat, így rövidesen szomszédokká válnak majd. Susan kihallgatja Julie-t és Austin-t, amikor azok éppen a fogamzásgátlásról vitatkoznak, ám a lány sikeresen kimagyarázza a dolgot az anyjánál. Később azonban a fiatalok Edie-hez fordulnak segítségért. |     |                                                           |                 |                                           |                                           |              |
| 60. | 13. | Hátsó szándékok (Come Play Wiz Me)                        | Larry Shaw      | Valerie Ahern & Christian McLaughlin      | 2007. január 21. 2007. december 4.        | 17,14 millió |
| Miután Gabrielle végre megismerte a titkos hódolóját – Zach Young személyében, rá kellett jönnie, hogy ettől az imádótól nem szabadul meg egykönnyen. Bree-nek az a feltevése támad, hogy Monique-t Alma ölte meg, s éppen azért szabadult meg a fogaitól, hogy fogorvos férjét gyanúsítsák. Ám ezt a teóriát még valahogyan bizonyítania kell. Susan, Ian kíséretében a börtönbe látogat, hogy bemutassák Mike-nak a férfi által szerzett sztárügyvédet. Ám Alan Marcus furcsa ötlettel áll elő, méghozzá azzal, hogy Mike Delfino vallja magát bűnösnek. Lynette – csaknem nyolc hét betegszabadság után – végre munkába állna, ám ekkor Tom közli vele, hogy fontos szerepet szán neki a pizzéria működtetésében. Orson anyja, Gloria úgy tűnik, hogy Alma pártját fogja, és minden lehetőséget megragad arra, hogy Bree orra alá borsot törjön. Miközben Ian üzleti úton tartózkodik, telefonhívást kap a kórházból, hogy a felesége állapota egyre csak rosszabbodik, ezért megkéri Susan-t, hogy menjen be hozzá, amíg ő haza nem ér. Susan pedig – a legnagyobb döbbenetére – meglepő információkhoz jut a Hainsworth-házaspár életét illetően, méghozzá éppen Ian feleségének egykori legjobb barátnőjétől. |     |                                                           |                 |                                           |                                           |              |
| 61. | 14. | Emlékképek (I Remember That)                              | David Warren    | John Pardee & Joey Murphy                 | 2007. február 11. 2007. december 11.      | 18,10 millió |
| Két hónap telt el azóta, hogy Mike Delfino felébredt a kómából, és az elveszett emlékek lassan kezdtek visszatérni. Immár fel tudta idézni, hogy mikor látta először a Lila Akác közt, mikor találkozott először az új szomszédjaival, s mikor hallotta először Susan Mayer kacagását. Ám az emlék, amit leginkább megragadni vágyott, még mindig elillant előle. Ezért keresett fel egy hipnoterapeutát, hogy emlékezzen - mindenre. Szerencsére Mike emlékképei szépen lassan kezdtek visszatérni, s egyvalamire végre biztosan emlékezett: nem ő ölte meg Monique-ot. Susan Ian feleségének temetésére készül, ahol azonban - szokásához híven - jókora feltűnést kelt. Miután Alma - Gloria közreműködésével - elkábította, majd megerőszakolta Orson-t, tovább folytatja a zsarnokoskodást volt férje felett. Gabrielle éppen Zach társaságában múlatja az időt, amikor egy áruházban flörtölni kezd egy jóképű pasival, akiről kiderül, hogy éppen Zach Young alkalmazottja. Az egész Scavo család, az utca fiataljainak lelkes segítségével, a pizzéria megnyitójára készül. Orson eközben úgy dönt, hogy megosztja titkát a feleségével, ám nem sokkal ezután Bree kórházba kerül.                          |     |                                                           |                 |                                           |                                           |              |
| 62. | 15. | Az utolsó pillanatban (The Little Things You Do Together) | David Grossman  | Marc Cherry & Joe Keenan                  | 2007. február 18. 2007. december 18.      | 18,51 millió |
| Miután Gabrielle előző este jól felöntött a garatra, Zach Young mellett ébred, a saját ágyában. S nem elég, hogy az alkoholtól rettenetesen másnapos, még a srác alsónadrágos látványa is szörnyen kiborítja. Bree és Orson mindketten kórházban vannak. Orson-ról persze mindenki azt hiszi, hogy öngyilkosságot kísérelt meg, ezért azonnal egy pszichiáter veszi kezelésbe, miközben Carlos és Mike azon aggódnak, hogy a férfi nehogy emlékezzen.Tom egyre feszültebbé válik a Scavo Pizzéria megnyitójának közeledtével, mialatt Lynette mindent megtesz annak érdekében, hogy az előkészületek a legnagyobb rendben haladjanak. A megnyitó aztán csodálatosra sikerül, és a nagy bejelentések estéjévé teljesedik ki. Az otthon lábadozó Bree-nél, váratlanul megjelenik Gloria, hogy gonosz tervét végrehajtsa |     |                                                           |                 |                                           |                                           |              |
| 63. | 16. | A férjem, a disznó (My Husband, the Pig)                  | Larry Shaw      | Brian A. Alexander                        | 2007. március 4. 2008. január 8.          | 18,31 millió |
| A Lila Akác köz történéseit ugyanis kivételesen nem Mary-Alice Young tárja elénk, hanem Rex Van De Kamp. Egyre inkább úgy tűnik, hogy Orson Hodge behízelgő modorának csak egyetlenegy ember nem dőlt be az utcában. S, aki elszántan küzd azért, hogy az igazságra végre fény derüljön és saját nevét egyszer, s mindenkorra tisztára mossa, nem más, mint Mike Delfino. Edie-hez váratlan vendég érkezik, a fia, akit az édesapja nevel, de mivel Edie nem éppen az a kifejezett anyatípus, ezért minden lehetőséget megragad arra, hogy valakinek lepasszolja őt. Carlos randira készül egy állítólagos dögös csajjal, miközben Gabrielle - egy koccanásos baleset során - megismerkedik a polgármester-jelölt Victor Langgel. Mivel Tom immár kilenc éve ugyanabba az étterembe foglaltat vacsoraasztalt a házassági évfordulójukon, Lynette hathatós közreműködésével, új meglepetésen töri a fejét. Ian, hogy Susant el ne veszítse, elhatározza, hogy a lánykérés után gyűrűvel ajándékozza meg a menyasszonyát. Ám a gyűrű természetesen okoz némi bonyodalmat a szerelmesek körül. Egy nem várt terhesség pedig életeket tehet tönkre.                                                                     |     |                                                           |                 |                                           |                                           |              |
| 64. | 17. | Ruha teszi az embert! (Dress Big)                         | Matthew Diamond | Kevin Etten & Susan Nirah Jaffee          | 2007. április 8. 2008. január 22.         | 15,93 millió |
| Minden feleség szekrényében ott lapul egy kincset érő ruhadarab, amitől nem hajlandó megválni. Ám Gabrielle Marquez számára minden egyes ruhadarab kincs volt. Gondosan megválasztott, féltve őrzött és messzemenőkig pótolhatatlan kincs. Ám, amikor Gaby ruhatárát végzetes baleset éri, majd egy véletlen folytán meglátja Victor Lang volt feleségének ruháit, úgy dönt, mindenáron megszerzi azokat! Tom elhatározza, hogy a pizzériában minden dolgozónak egyenruhát kell hordania, még Lynette-nek is. Csak egy a bökkenő, hogy a ruha narancssárga és szinte kivétel nélkül mindenki irtózik tőle. Edie eközben új pasin töri a fejét: mindenáron el akarja csábítani, és ágyba vinni Carlos Solis-t! Ian szülei látogatóba érkeznek, hogy megismerjék a fiuk új választottját, ám Susan-nak - jó szokása szerint - sikerül galibát okoznia, és többször is összecsapnia a leendő anyósával. Később ráadásul a Hainsworth-szülők házassági szerződést akarnak vele aláíratni. Tom-nál súlyos gerincbetegséget diagnosztizálnak, míg Mike emlékezete napról napra egyre tisztábbá válik. |     |                                                           |                 |                                           |                                           |              |
| 65. | 18. | Viszonyok (Liaisons)                                      | David Grossman  | Jenna Bans & Alexandra Cunningham         | 2007. április 15. 2008. január 29.        | 16,35 millió |
| A magányos embert olyan könnyű kiszúrni?A magányosak azok, akik a növényeiknek mesélnek, titkokat sugdosnak a kutyájuknak és bőszen veszekednek a tévéjükkel. De mind közül a legmagányosabbak azok, akik olyanokkal beszélgetnek, akik régen nincsenek már! Egy nap fény derül Mrs. Cluskey szörnyű és féltve őrzött titkára, amely egy méretes fagyasztóhoz köthető. Edie és Carlos szenzációsnak ígérkező szerelmi légyottja katasztrofálisra sikerül, szavak nélkül is mindketten tudják, hogy ennek nem lesz folytatása. Miközben Tom betegsége miatt kénytelen otthon tartózkodni, Lynette egyedül viszi a boltot, amikor egy Rick nevű férfi jelentkezik a pizzériában az állás betöltésére. Remek referenciája és kábítószeres múltja van… Susan azt fontolgatja, hogy a Lila Akác közből egyenesen Londonba költözik Iannel, amikor is egy szerencsésnek mondható baleset talán minden eddigi érzését megváltoztatja. Gabrielle-t teljesen elbűvöli Victor Lang egyik kampánybeszéde, amit - a maga módján - persze a férfi tudtára is ad. Ám miután Victor nem jelentkezik többé, úgy dönt, hogy bosszút áll rajta?                                                                                       |     |                                                           |                 |                                           |                                           |              |
| 66. | 19. | Áramszünet (God, That's Good)                             | Larry Shaw      | Dahvi Waller & Josh Senter                | 2007. április 22. 2008. március 14.       | 15,91 millió |
| Késő este volt egy keddi napon, amikor Széplak városában kiment az áram. A lakosság zöme számára ez csupán apró kellemetlenséget jelentett, ám azoknak, akik titkokat őriztek, a sötétség nagyon is kapóra jött. Alapszabály, hogy a sötétség jótékonyan elfedi a titkainkat, de minden szabály alól van kivétel. Susan és Ian egy kis romantikázásra használják fel az adandó alkalmat, míg Carlos és Edie kis híján lebuknak Mike előtt. A Scavo-pizzériában persze óriási kavarodást okoz az áramszünet, de a megoldást Rick mentőötlete nyújtja. Gabrielle és Victor kapcsolatában váratlan fordulat történik, amikor egy titkos videó kerül napvilágra. A szalag pedig egy szenvedélyes pillanatot ábrázol a liftben, ami éppen elegendő ahhoz, hogy zsarolhassák őket. Edie ezalatt konfliktusba keveredik a barátnők egyikével, megszakítva ezzel az amúgy sem túl mély barátságukat. Eközben pedig a Lila Akác köz egyik lakója a kórházban köt ki. |     |                                                           |                 |                                           |                                           |              |
| 67. | 20. | Pletyka (Gossip)                                          | Wendey Stanzler | John Pardee & Joey Murphy                 | 2007. április 29. 2008. március 21.       | 17,17 millió |
| Gabrielle eljegyzési partija nem egészen úgy sikerül, ahogy azt Gaby eltervezte, ugyanis Edie - kissé kapatosan - őszinteségi rohamot kap. Mrs. McCluskey viselt dolgai továbbra is rengeteg témát szolgáltatnak a környék pletykálkodóinak, s persze igen nehéz helyzetet teremtenek Scavo-ék háza táján, hiszen a tökéletes bébisittert veszítették el az idős hölgy személyében. Susan még mindig nem tudja megbocsátani Ian-nak és Mike-nak, amit tettek. A két férfi azonban továbbra is versenyként fogja fel a közöttük kialakult helyzetet. |     |                                                           |                 |                                           |                                           |              |
| 68. | 21. | Fától az erdőt (Into the Woods)                           | David Grossman  | Alexandra Cunningham                      | 2007. május 6. 2008. március 28.          | 17,16 millió |
| Lynette Scavo már-már szokványossá vált romantikus estéje a pizzázóban, Rickkel rémálommá válik, amikor betörők lepik meg őket a vacsoraasztalnál. Gabrielle végre kezdi élvezni a leendő politikusfeleség szerepét, de hamar elszalad vele a ló, amikor szóváltásba keveredik egy büntetőcédulát osztogató rendőrrel. Susan - miután elengedte Ian-t - döbbenten és kétségbeesetten értesül arról, hogy Mike összecsomagolt, s elhagyta a házát. Lynette hamarosan fájdalmas felismerésre jut a saját érzéseit illetően, ami komolyan befolyásolhatja a családi életét… |     |                                                           |                 |                                           |                                           |              |
| 69. | 22. | A nagy kérdés (What Would We Do Without You?)             | Larry Shaw      | Bob Daily                                 | 2007. május 13. 2008. április 4.          | 16,13 millió |
| A csúnyán felszarvazott Tom, megpróbál mindent megtenni azért, hogy megmentse a zátonyra futott házasságát. Eközben Mike és Susan eljegyzik egymást, pontosabban Susan megkéri Mike kezét. Edie minden vágya az, hogy összeköltözzön Carlos-szal, s ennek érdekében még arra is képes, hogy keresztbe tegyen neki. Gabrielle gonosz tettet követ el, vagyis egész egyszerűen ellopja Susan esküvői terveit és előkészületeit, ezért a feldühödött barátnő kénytelen lemondani a saját esküvői ceremóniáját… |     |                                                           |                 |                                           |                                           |              |
| 70. | 23. | Ásó, kapa, nagyharang (Getting Married Today)             | David Grossman  | Joe Keenan & Kevin Murphy                 | 2007. május 20. 2008. április 11.         | 18,82 millió |
| Egy nap váratlan vendég érkezik a Lila Akác közbe. Lynette aggódó édesanyja állít be - aki valahogyan értesült a lánya betegségéről -, és a segítségét ráerőszakolja a családra. Ráadásul még a gyógykezelésekhez szükséges tízezer dollárt is tőle kapják meg. Amikor Carlos megtalálja a fogamzásgátlót Edie táskájában, azonnal faképnél hagyja őt. Gabrielle eközben boldogan készül az álomesküvőjére, ám a szertartás után jön csak rá, hogy hatalmas hibát követett el… Bree egy meglepetéssel tér vissza, Susan és Mike pedig szokatlan helyszínt választanak arra, hogy örök hűséget fogadjanak egymásnak. |     |                                                           |                 |                                           |                                           |              |

## 4. évad (2007-2008)
| Sor. | Év. | Cím                                                     | Rendező        | Író                                        | Premier                                 | Nézettség    |
| --- | --- | ------------------------------------------------------- | -------------- | ------------------------------------------ | --------------------------------------- | ------------ |
| 71. | 1.  | Most már tudod! (Now You Know)                          | Larry Shaw     | Marc Cherry                                | 2007. szeptember 30. 2008. április 25.  | 19,32 millió |
| Miután Carlos szakított Edie-vel, a csalódott Edie egy jó alaposan kitervelt öngyilkossági kísérlettel láncolja magához a férfit, olyannyira, hogy Carlos még a Gabrielle-lel megbeszélt őrült menyasszony-szöktetési ötletet is kénytelen az utolsó pillanatban lemondani. Egy hónap elteltével a romantikus egybekelésük után, Susan úgy érzi, hogy Mike-nak hiányzik valami a kapcsolatukból. Lynette továbbra is titkolja a gyermekei, sőt a barátai előtt is, hogy rákbeteg és, hogy a kemoterápia miatt kénytelen parókát viselni. A Hodge-család tovább folytatja a színjátékot, mely szerint Bree babát vár, hogy ezzel óvják meg, a Van De Kamp-ék, de leginkább az állapotos Danielle jó hírnevét. Gabrielle-t nagyon felbőszíti, amikor kiderül, hogy Victor titokban egyezkedik egy ingatlanossal a Solis-ház eladásáról. A Lila Akác közbe ez alatt pedig régi-új lakók költöznek… |     |                                                         |                |                                            |                                         |              |
| 72. | 2.  | Pite-csata (Smiles of a Summer Night)                   | David Grossman | Bob Daily & Matt Berry                     | 2007. október 7. 2008. május 9.         | 17,82 millió |
| Susan elmeséli a többieknek, hogy Julie szerint Dylan nem az a lány, aki egykor a legjobb barátnője volt, ugyanis nem emlékszik semmire a múltjából. Ráadásul utólag visszagondolván, Susan-nek az is nagyon gyanús, amilyen körülmények között elhagyták Széplakot. Edie zsarolni próbálja Carlos-t a dugi-számláján lévő hatalmas összeg miatt, miközben Carlos és Gabrielle tovább folytatják titkos szerelmi viszonyukat. Lynette vérig sértődik, amikor kiderül, hogy Tom az állapota miatt folyton nyerni hagyja őt a kártya-partik alkalmával. Katherine egy közös ebédet szervez Lynette tiszteletére, ahol Bree mennyei süteményét kicseréli a sajátjára, ami ráadásul még finomabb is, mint Bree citromos habcsókja. A két nő közötti rivalizálás ettől kezdve persze súlyos csatába fordul át. Julie el szeretne menni egy házibuliba, ám amikor Mike a rosszallását fejezi ki, Susan megtiltja a lányának az esti kimaradást. |     |                                                         |                |                                            |                                         |              |
| 73. | 3.  | Most mutasd meg! (The Game)                             | Bethany Rooney | Joey Murphy & John Pardee                  | 2007. október 14. 2008. május 16.       | 18,89 millió |
| A barátnőket továbbra is a régi-új lakók körüli titkok foglalkoztatják a legjobban, ezért remek alkalomnak ígérkezik Susan szokásos évi "Most mutasd meg!" bulija, amelyen azt tervezik, hogy leitatják Katherine-t és kiszednek belőle minden fontos információt. Lynette egyre rosszabbul érzi magát a kemoterápiás kezelések miatt, ezért Stella Wingfield úgy dönt, hogy marihuánás csokoládétortával kedveskedik neki, ám az alapanyagokat Andrew segítségével akarja beszerezni. Mivel Susan kényelmetlenül érzi magát, hogy a szomszédja, Adam Mayfair a nőgyógyásza, úgy dönt, hogy elkéri annak az orvosnak a számát, akihez Bree jár terhes- gondozásra. Gabrielle és Carlos folytatják titkos viszonyukat, de Gaby egyre kevésbé érti, hogy mire való ez a színjáték. Eljön Susan partijának estéje, ahol végül flört, féltékenység és intrika fűszerezi a játékot. |     |                                                         |                |                                            |                                         |              |
| 74. | 4.  | Kártevők (If There's Anything I Can't Stand)            | Larry Shaw     | Alexandra Cunningham & Lori Kirkland Baker | 2007. október 21. 2008. május 23.       | 18,21 millió |
| Lily néni - Katherine nagynénje - tér vissza régi otthonába, a Lila Akác közbe. Ám az idős beteg hölgynek, aki nem mellesleg a család hatalmas titkának egyetlen tudója, nem sok ideje marad már élvezni a kisvárosi létet. Egy meleg pár költözik az utcába, és az első, aki üdvözli őket nem más, mint Susan Mayer - szerencsétlenségükre. Bree exanyósa már nemcsak az alkalmanként elküldött ajándékokkal halmozza el a gyerekeket, hanem úgy dönt, hogy váratlanul látogatóba érkezik, a Van De Kamp házba. Lynette és Tom szexuális élete már éppen rendbe jönni látszódik, amikor Lynette szó szerint hervasztó cselekedetet hajt végre. De mire is valók az ember, bombázó barátnői? Gabrielle-nek több sem kell ugyanis és hasznos női praktikákkal látja el az elkeseredett Lynette-et. Edie-vel eközben kínos információkat közöl a nőgyógyásza, amely Carlost és Gabyt is sokkolja. A lányok - Andrew közreműködésével - meglepetés kismama-partit szerveznek a döbbent Bree számára. |     |                                                         |                |                                            |                                         |              |
| 75. | 5.  | Mű és ítészek (Art Isn't Easy)                          | David Grossman | Jason Ganzel                               | 2007. október 28. 2008. május 30.       | 18,28 millió |
| A Bob és Lee előkertjében elhelyezett kortárs vízszobor nem arat osztatlan sikert az utcában lakó emberek között. Egyesek a látvánnyal nincsenek kibékülve, míg mások a zajos csobogást nem tudják elviselni. Gabrielle és Carlos titkos szerelmi légyottra utaznak el a hétvégére, ám szerencsétlenségükre a szállodában éppen John Rowlanddel és a feleségével futnak össze. Kiderül, hogy Tammy apja Victor egyik legjobb barátja, s miközben Carlos-nak bujkálnia kell, John azért harcol, hogy felmelegítsék a szexuális viszonyukat Gaby-val. Ráadásul nagyon úgy néz ki, hogy Edie is megsejt valamit arról, ami a háta mögött zajlik. Phyllis, Bree exanyósa úgy dönt, hogy hazacsempészi magához az apácazárdából Danielle-t, s emiatt hatalmas családi botrány tör ki. Lynette elhatározza, hogy versenybe száll Katherine ellen a lakóközösség elnökségéért. |     |                                                         |                |                                            |                                         |              |
| 76. | 6.  | Félelmek (Now I Know, Don't Be Scared)                  | Larry Shaw     | Susan Nirah Jaffee & Dahvi Waller          | 2007. november 4. 2008. június 6.       | 18,58 millió |
| Mikor Carlos elhagyja, Edie úgy dönt, hogy leleplezi az adóhatóságnál a férfi offshore számláját. Eközben beköszöntött az év egyik várva-várt napja, a Halloween, és a Lila Akác köz új lakói buli-lázban égtek. Bob és Lee úgy döntenek, hogy jelmezes partit rendeznek, melyre meghívják a szomszédaikat. Amikor Susant - pusztán a kora miatti elővigyázatosságból - genetikai vizsgálatra küldi az orvosa, kiderül, hogy Mike édesapja, akiről Susan azt hitte, hogy eltávozott már az élők sorából, nagyon is él, azonban egy börtön falai között. Gabrielle a Victorral való szakítását a hangpostával osztja meg, amit azonban véletlenül Milton hallgat le. Victor apja később egy nagy összegű és rengeteg nullát tartalmazó csekk kitöltésével próbálja Gabyt jobb belátásra téríteni. Lynette eközben mindent elkövet azért, hogy a kertjükben tanyázó oposszumot elüldözze, olyannyira, hogy a tettei szinte már ijesztően hatnak az egész családra. Danielle - az anyja tiltása ellenére - beállít a Halloween partira, Bree-nek öltözve, amikor váratlanul megindul nála a szülés.                                                                               |     |                                                         |                |                                            |                                         |              |
| 77. | 7.  | Ne ítélj külsőre! (You Can't Judge a Book By Its Cover) | David Warren   | Chuck Ranberg & Anne Flett-Giordano        | 2007. november 11. 2008. szeptember 3.  | 18,63 millió |
| Miután Gabrielle lebukott a férje előtt, Victor hajókázni viszi őt. Amikor mindezt Carlos megtudja, felettébb gyanússá válik a számára. Ezért úgy dönt, felvilágosítja Gabrielle-t, hogy esetleg veszélyben az élete. Azonnal Gaby segítségére siet, de a dolgok balul sülnek el… Susan rájön, hogy Mike korántsem olyan boldog, mint amennyire azt mutatja, és Bree unszolására megtalálja a drogokat, amiket a férfi rejteget előle. Nagyot csalódik szerelmében, ám Mike szentül megfogadja, hogy többé nem nyúl a gyógyszerekhez. Lynette-hez a testvére, Lydia érkezik látogatóba. Katherine-éknél pedig kiborul a bili, és úgy tűnik, hogy a nő nem tudja tovább titkolni, hogy ki is a lánya valódi apja… |     |                                                         |                |                                            |                                         |              |
| 78. | 8.  | Távoli múlt (A Distant Past)                            | Jay Torres     | Joe Keenan                                 | 2007. november 25. 2008. szeptember 10. | 18,64 millió |
| A múltat nem lehet elfelejteni! Van, akit mindig kísérteni fog és van olyan, aki szívesen emlékszik rá. Ám a megbocsátás talán az egyik legfontosabb. Bree is tapasztalja ezt, amikor a fia elköltözik otthonról, és kiderül róla, hogy tényleg szereti az anyját és már megbocsátott neki mindent. Gabrielle és Carlos viszont már nehezebb helyzetben vannak, amikor a rendőrség felkeresi őket és a polgármesterről érdeklődnek. Susan úgy tűnik, hogy továbbra sem bízhat a férjében, akinek nem sikerült kigyógyulnia a függőségéből. Lynette pedig végre megtalálja az édesanyját - a nevelőapja segítségével, és így fény derülhet a múlt rejtett titkaira. |     |                                                         |                |                                            |                                         |              |
| 79. | 9.  | Valami közeleg (Something's Coming)                     | David Grossman | Joey Murphy & John Pardee                  | 2007. december 2. 2008. szeptember 17.  | 20,65 millió |
| A Lila Akác közre meglepetésszerűen csap le egy hatalmas vihar, amelynek nyomában tornádó várható. Így hát mindenki megkezdi az előkészületeket. Gabrielle azonban bejelenti a többieknek, hogy elhagyja Széplakot, mert újra együtt van Carlosszal, és most menekülniük kell. Ám a tervei senkinek sem úgy alakulnak, ahogyan azt szeretnék! Gabrielle és Carlos tízmillió dollárját egész egyszerűen Edie elhappolja, Susan pedig legurul a lépcsőn, miközben Mike-kal veszekszik. Bree ez alatt nem a jól kialakított óvóhelyre viszi a családját, s Lynette és a szomszédja is életveszélybe kerülnek. Az égi csapás pedig megérkezik. Az egész rettenet átformálja az embereket, a barátságokat és a családokat. Nem tudni, hogy ki élte túl és ki az, aki belehalt. Egy biztos csak: a tornádó áldozatokat követelt! |     |                                                         |                |                                            |                                         |              |
| 80. | 10. | Késő bánat! (Welcome to Kanagawa)                       | Larry Shaw     | Jamie Gorenberg & Jordon Nardino           | 2008. január 6. 2008. szeptember 24.    | 19,78 millió |
| A hatalmas károkat okozó tornádó után, mindenki próbálja összeszedni az elveszett emlékeit. Bree-t és a családját Susan fogadja be, vállalván ezzel Bree kibírhatatlan pedánsságát. Ám a dolog szerencsésen sül el, mert Susan úgy érzi, hogy végre gondoskodik róla valaki. Gabrielle ugyan elmegy Victor temetésére, amikor azonban megtudja, hogy nem kap egy fillért sem az örökségből, azonnal kihátrál. Katherine életében viszont fordul a kocka: nem ő hagyja el Adamet, hanem Adam őt. De csak miután a pakolás közben megtalálja, majd elolvassa Lilly néni írását. Katherine a tűzbe veti a cetlit, ám a lánya kihalássza a lángok martalékából, és megtudja belőle a szörnyű igazságot. Lynette pedig eközben szétszórja Ida hamvait, az idős asszony kívánsága szerint - a baseball pályán. |     |                                                         |                |                                            |                                         |              |
| 81. | 11. | Az Úr napja (Sunday)                                    | David Grossman | Alexandra Cunningham & Lori Kirkland Baker | 2008. április 13. 2008. október 1.      | 16,37 millió |
| Minden héten egyszer ugyanúgy, ugyanakkor a Lila Akác közben, az istenfélő lakók kiléptek otthonukból vasárnapi glancban, hónuk alatt a családi Bibliával, kezükben a rózsafüzérrel, és a különböző imaházakba igyekeztek, elhaladván egy bizonyos nem-hívő mellett, akit sosem érdekeltek a szertartásaik. De ezen a napon Lynette Scavóba, életében először beléhasított valami. A Scavo család ezért vasárnapi misére ment. Két hét telt el a pusztító tornádó óta. Mike még mindig a rehabilitáción tartózkodik, amikor Susan unokaöccse érkezik látogatóba. Bree egyre türelmetlenebbül várja, hogy végre visszatérhessenek a saját otthonukba. Gabrielle megtudja a szörnyű hírt, miszerint Carlos végleg elvesztette a szeme világát. Carlos pedig meg van róla győződve, hogy Gabyt így idővel elveszíti. Katherine úgy dönt, hogy megosztja a többiekkel a féltve őrzött titkait. |     |                                                         |                |                                            |                                         |              |
| 82. | 12. | A barátok szemében (In Buddy's Eyes)                    | Larry Shaw     | Jeff Greenstein                            | 2008. április 20. 2008. október 8.      | 15,75 millió |
| Attól a perctől kezdve, hogy orvosai közölték vele, hogy megvakult, Carlos Solis csakis egy dolog miatt aggódott: hogy a környezetében élők nehogy tehernek tekintsék. Ám a Lila Akác közben mindenki több mint szívesen segített Carlos-nak hozzászokni az új életformához. Mindenki, kivéve egyet, a feleségét. A kertvárosi élet kissé felfordult, mióta a tornádó összekovácsolta a lakókat. Edie is mindig a lányokkal tart mindenhova, Kate és Bree pedig úgy tűnik, összebarátkoztak. Együtt szervezik ugyanis a Lila Akác közben minden évben megrendezésre kerülő bált. Ám Bree ezúttal félreérti a helyzetet, és bekavar Kate terveibe. Eközben Lynette a férjéért aggódik, mert újra feltűnik a színen Rick, és bejelenti, hogy éttermet nyit a szomszédban. Orson pedig alvajáró lett, s olyan dolgokról beszél, amelyekről mélyen hallgatni szeretne. Julie így szerez tudomást arról, hogy Orson gázolta el Mike-ot. |     |                                                         |                |                                            |                                         |              |
| 83. | 13. | Helló, kislány! (Hello, Little Girl)                    | Bethany Rooney | Susan Nirah Jaffee & Jamie Gorenberg       | 2008. április 27. 2008. október 15.     | 16,35 millió |
| Miután Julie tudomást szerez arról, hogy Orson Hodge ütötte el Mike-ot, azonnal elmondja Mike-nak, amit hallott. Mike persze kérdőre vonja Orsont, mire az beismeri szörnyű vétkét. Susan gondolkodás nélkül beront a Hodge-házba és kendőzetlenül elmondja, hogy mit gondol. Bree nem tehet mást, minthogy kiteszi a barátnője szűrét. Mike eközben úgy dönt, hogy az lenne a leghelyesebb, ha megbocsátana. Dylan összetalálkozik a parkban egy férfival, aki azt állítja, hogy ő az apja. A lány így elkezd vele találkozgatni - persze az anyja háta mögött. Lynette-éket azonban sokkal súlyosabb gond emészti. Ugyanis kiderül, hogy az ikrek gyújtották fel Rick éttermét. |     |                                                         |                |                                            |                                         |              |
| 84. | 14. | Nyíló ajtók (Opening Doors)                             | David Grossman | Dahvi Waller & Jordon Nardino              | 2008. május 4. 2008. október 22.        | 16,76 millió |
| Gabrielle és Carlos úgy döntenek, hogy kiadják a hatalmas házuk egyik szobáját. Ám az albérlőjük nem éppen az, akinek látszik… Sőt, igazság szerint senki sem az, akinek látszik! Akinek ajtót nyitunk, lehet, hogy soha többé nem akar távozni rajta… Dylan is azt hitte, hogy ezentúl minden rendben lesz így, hogy végre megtalálta az apját, ám ez még korántsem biztos. Orson vissza akarja könyörögni magát Bree szívébe, de szintén nem jár sikerrel. Susan pedig úgy érzi, hogy meg kell játszania a tökéletesen boldog életet ahhoz, hogy ő maga is elhiggye, hogy mindez valóban igaz… |     |                                                         |                |                                            |                                         |              |
| 85. | 15. | Majd a mama megmondja! (Mother Said)                    | David Warren   | Chuck Ranberg & Anne Flett-Giordano        | 2008. május 11. 2008. október 29.       | 15,43 millió |
| Anyák napján váratlan vendég toppan be Susan-ékhoz, aki nem más, mint Mike édesanyja. Adele Delfino pedig azzal az eltökélt szándékkal érkezik a Lila Akác közbe, hogy a fia csinos feleségét bevezeti a főzőtudomány rejtelmeibe. Miután Bree értesül arról, hogy Orson, Edie vállán sírta ki magát, mely közben egy csók is elcsattant köztük, egy jól irányzott ütéssel vesz elégtételt férje hűtlenségéért - méghozzá Edie-n. A két nő között pedig ettől fogva véres háború veszi kezdetét. Nem sokkal az után, hogy kiderült, Rick éttermét a Scavo-gyerekek gyújtották fel - Kayla-val az élen - Lynette egy szakember segítségét veszi igénybe a család összekovácsolására. Katherine képtelen megértetni a lányával, hogy az apja újbóli felbukkanása veszélyes lehet számukra, miközben Gaby és Carlos albérlője, Ellie sötét titkot rejteget. |     |                                                         |                |                                            |                                         |              |
| 86. | 16. | Nomen est Omen (The Gun Song)                           | Bethany Rooney | Bob Daily & Matt Berry                     | 2008. május 18. 2008. november 5.       | 16,84 millió |
| Minden névnek megvan a maga sajátságos jelentése! Ezért vannak a szülők olyan nagy gondban, amikor nevet kell választani annak, aki a világot jelenti számukra. Amikor már végre nagy nehezen Susan és Mike megállapodnak születendő gyermekük nevéről, Mike újabb ötlettel áll elő, és arra kéri a feleségét, hogy a babát a szeretett nagyapjáról nevezzék el. A Scavo-házba egy szokványosnak induló reggelen a Gyermekvédelmi Szolgálat két embere kopogtat be azzal, hogy Kayla feljelentést tett gyermekbántalmazásért a nevelőanyja ellen, ezért Lynette-et letartóztatják. Majd nem sokkal később el akarják tőlük venni a gyermekeiket. Miután Carlos és Gabrielle bejelentették a rendőrségen az albérlőjük nem éppen hétköznapi pénzkeresetét, bepoloskázzák a házukat abban a reményben, hogy a drogdíler Ellie-n így rajtaüthetnek. Ám Gaby ezúttal is kellemetlen helyzetbe kerül. A volt férje keresi fel Katherine-t azzal a feltételezéssel, hogy Dylan nem is az ő lányuk, s mindezt egy gyermekkori sebhely hiányával magyarázza. Orson eközben továbbra sem adja fel a harcot, hogy visszaszerezze Bree-t, s ehhez még Green tiszteletest is felhasználja. |     |                                                         |                |                                            |                                         |              |
| 87. | 17. | Szabadon (Free)                                         | David Grossman | Jeff Greenstein                            | 2008. május 18. 2008. november 12.      | 16,84 millió |
| 14 év telt el azóta, hogy Katherine Mayfair utoljára járt egy rendőrőrsön, de a beszélgetésre úgy emlékezett, mintha csak tegnap történt volna. Akkor azt tanácsolták neki - mivel a férje rendőrjárőr volt - hogy legjobb lesz, ha a bántalmazások elől inkább elmenekül. Ám Wayne Davis mindenütt rátalált! Katherine bejelenti a barátainak, hogy el kell hagynia a Lila Akác közt, ám a féltve őrzött titkára lassanként fény derül. Bree - kisegítve a barátnőjét - átveszi a szervezéssel járó feladatokat Bob és Lee esküvői ceremóniáján. Gabrielle-t hatalmas meglepetés éri, amikor rátalál Ellie dugipénzére egy játék-mackóban, amely egy kisebbfajta vagyonnal ér fel. A Scavo-házban továbbra is fagyos a hangulat, miközben Susan rádöbben, hogy hamarosan el fog veszíteni egy számára kedves embert. |     |                                                         |                |                                            |                                         |              |

## 5. évad (2008-2009)
| Sor. | Év. | Cím                                                                      | Rendező         | Író                       | Premier                                | Nézettség    |
| --- | --- | ------------------------------------------------------------------------ | --------------- | ------------------------- | -------------------------------------- | ------------ |
| 88. | 1.  | Röpül az idő… (You're Gonna Love Tomorrow)                               | Larry Shaw      | Marc Cherry               | 2008. szeptember 28. 2009. március 10. | 18,68 millió |
| Immár öt hosszú év eltelt azóta, hogy Katherine lelőtte a volt férjét, és a barátnők mindnyájan szolidaritást vállaltak mellette, és alibit biztosítottak neki... Lynette a kamaszfiai balhéit igyekszik megfékezni, miközben Gabrielle azon mesterkedik, hogyan fogyassza le kórósan elhízott kislányát. Bree az első szakácskönyvét készül kiadni, Susan pedig az új kapcsolatát próbálja rejtegetni a barátnői elől. Eközben ráadásul Edie visszatér a Lila Akác közbe, oldalán egy eddig ismeretlen és titokzatos férjjel... |     |                                                                          |                 |                           |                                        |              |
| 89. | 2.  | Jó szomszédság (We're So Happy You're So Happy)                          | David Grossman  | Alexandra Cunningham      | 2008. október 5. 2009. március 17.     | 15,69 millió |
| Edie-t ismét a szájukra veszik a szomszédok, ezért dühében úgy dönt, hogy csomagolnak és elköltöznek, ám a férje hatásosan lebeszéli eme hirtelen tervéről. Gabrielle teljesen kétségbeesik, amikor kiderül róluk, hogy Carlos a Klub alkalmazottjaként dolgozik. A társaság így többé nem akarja őket meghívni az estélyekre, ezért Gaby cselhez folyamodik. Lynette egyre jobban aggódik az egyik fia miatt, mert a barátját lecsukják kábítószer-terjesztés miatt, ezért álnéven kezd chatelni vele. Susan roppant kellemetlen helyzetbe kerül, amikor Mike elhatározza, hogy jobban megismeri az új barátját, Jackson-t. Bree-nek eközben az üzlet miatt alig marad ideje a férjére, aki furcsa bosszút áll az asszonyon... |     |                                                                          |                 |                           |                                        |              |
| 90. | 3.  | Zsarnokok (Kids Ain't Like Everybody Else)                               | Bethany Rooney  | Joe Keenan                | 2008. október 12. 2009. március 24.    | 15,51 millió |
| Amikor Gabrielle lánya megsebesíti Susan kisfiát, a két barátnő ezen annyira összeveszik, hogy verekedésbe bonyolódnak egymással. Danielle hosszú könyörgés után visszatér a szülői házba, hogy megmutassa az édesanyjának a fiát, de Bree továbbra sem enged az elveiből, így anya és lánya ismét csúnyán összevesznek. Tom és Dave garázs-bandát akarnak alakítani, amit persze Lynette nem néz túl jó szemmel. Dave tovább titkolózik Edie előtt, ezért az asszony egy társaságban kényszeríti őt a kellemetlen kérdések megválaszolására. |     |                                                                          |                 |                           |                                        |              |
| 91. | 4.  | Újra a pályán (Back in Business)                                         | Scott Ellis     | John Pardee & Joey Murphy | 2008. október 19. 2009. március 31.    | 15,49 millió |
| Amikor megjelenik Bree szakácskönyve, a barátnői féltékenyen figyelik a sikereit. Eközben azonban kiderül, hogy Orson elveszítette az állását. Lynette mindenáron Bree marketingese szeretne lenni, de az asszony nem egyezik bele a dologba. Gabrielle úgy dönt, hogy megpróbálja Juanitat bejuttatni az egyik szomszéd játszóházába, hogy több időt tölthessenek együtt Carlos-szal. Mike pedig ismét visszaköltözik a kisfia miatt a Lila Akác közbe, mint kiderül, Dave segítségével. |     |                                                                          |                 |                           |                                        |              |
| 92. | 5.  | Tükröm, tükröm (Mirror, Mirror)                                          | David Grossman  | Jeff Greenstein           | 2008. október 26. 2009. április 7.     | 15,95 millió |
| A Lila Akác köz lakói, mindannyian Mrs. McClusky meglepetés-bulijára készülnek, amelyet Susan szervezett meg, az idős hölgy 70. születésnapja alkalmából. Gabrielle teljesen kiakad, amikor megtudja, hogy Carlos mégsem műttette meg magát, azaz lehet, hogy újra gyermeket várnak. Jackson váratlanul felveti Susannek, hogy költözzenek össze. Tom eközben rá akarja venni Lynette-et, hogy vegyenek egy lakókocsit, és utazzák körbe az országot. Ráadásul még azt is a fejébe veszi, hogy mindezért az éttermet is eladják. Bree azon hezitál, hogy Orson-t az üzlettársává tegye, ám egy veszekedés segít neki a döntésben. |     |                                                                          |                 |                           |                                        |              |
| 93. | 6.  | Keresd a nőt! (There's Always a Woman)                                   | Matthew Diamond | John Paul Bullock III     | 2008. november 2. 2009. április 14.    | 15,93 millió |
| Tom kibérel egy raktárépületet a banda számára, amit a fiai barátjának ingatlanos anyja intéz el neki, s persze eme jótett a nő részéről szöget üt Lynette fejében. Carlos masszás-terápiájával annyira meg van elégedve az egyik női kliens, Mrs. Hildebrand, hogy busás pénz fejében magával akarja vinni Európába - két teljes hónapra. Gabrielle közbenjárásával, és féltékenységének eloszlatásával később azonban Virginia az egész Solis családot meghívja az utazásra. Susan eközben szeretné a kapcsolatát újraéleszteni Jacksonnal. Bree pedig randit szervez Katherine-nek, amikor megtudja, hogy az asszony mennyire elkeseredetten keres társat magának. Orson egyik régi kollégáját ajánlja be a barátnőjének, ám hamarosan rájön, hogy nem éppen a megfelelő férfit találta meg számára. |     |                                                                          |                 |                           |                                        |              |
| 94. | 7.  | Mi vajon a szíved vágya? (What More Do I Need?)                          | Larry Shaw      | Matt Berry                | 2008. november 9. 2009. április 21.    | 15,85 millió |
| Lynette és Tom tudomására jut az a kellemetlen tény, hogy Porter fiúk a nálánál kétszer idősebb Anne Schilling hálójába került. Eközben Gabrielle arra gyanakszik, hogy Carlos legbőkezűbb vendégét, Virginiat valószínűleg hátsó szándékok vezérlik. Bree egy gyenge pillanata nagy szégyent hozhat rá, s Katherine nem olyan apró titkára is fény derül. Susan pedig végre megérti a Jacksont fűtő érzéseket. Mindeközben Mrs. McCluskey és a húga, Roberta, meglehetősen riasztó információk birtokába jutnak. Ugyanis kinyomozzák, hogy Dave minden bizonnyal börtönben ült, és kapcsolatban áll valakivel, aki a Lila Akác közben lakik vagy lakott. |     |                                                                          |                 |                           |                                        |              |
| 95. | 8.  | Ég a város (City on Fire)                                                | David Grossman  | Bob Daily                 | 2008. november 16. 2009. április 28.   | 16,84 millió |
| A Fehér Ló bár tulajdonosa minden évben szervez egy versenyt, amelyet csak úgy emlegetnek: A bandák háborúja. És minden évben jönnek a fiatal zenészek a dobjaikkal, a gitárjaikkal és az álmaikkal arról, hogy egyszer sztárok lesznek. Abban az évben a fiatal zenészekhez csatlakozott egy csapat középkorú úriember. Akik jöttek a merev ízületeikkel, a magas koleszterinjükkel és az álmaikkal arról, hogy újra fiatalok lehetnek. Még ha csak egy estére is! Az este azonban szerencsétlen tragédiába torkollik, ám lássuk előbb az előzményeket... Susan lánya, Julie látogatóba hazaérkezik, és igencsak meglepi az anyját az új barátjával. Gabrielle egyre többet megtud Virginia-ról, és egyre kevésbé szeretné a családja közelében tudni. Közben Bree is egyre feszültebb, mert egy riporternő mindenáron pellengérre akarja állítani a tökéletlenségeit, holott az élete a tökéletességről szól. Lynette tudomására jut, hogy Porter meg akar szökni a szerelmével, és akaratlanul is leleplezi az asszonyt. Eközben Dave pszichiátere, Dr. Heller érkezik Széplakra, majd végzetes vitába keveredik egykori betegével... |     |                                                                          |                 |                           |                                        |              |
| 96. | 9.  | Hamu és vér (Me and My Town)                                             | David Warren    | Lori Kirkland Baker       | 2008. november 30. 2009. május 5.      | 15,81 millió |
| Dave-et is kihallgatják a nyomozók, s közlik vele, hogy a klubban gyújtogatás történt, és a tűzfészeknél egy egyelőre még azonosítatlan holttestre bukkantak. Ugyan Carlos is megsérült a tűzben, ám a kezelőorvosa mégis jó hírrel szolgál számára. Minden jel arra utal ugyanis, hogy az öt évvel ezelőtti balesete maradványaként egy csontszilánk nyomja a látóideget, s így egy műtéttel talán visszanyerheti a látását. Gabrielle elhatározza, hogy visszanyeri régi külsejét, ám nem érez magában kellő erőt hozzá. Mike és Katherine továbbra is titkolják a viszonyukat Susan előtt, bár egyre forróbb a talaj, hiszen Susan gyanút fog. A rendőrség azt feltételezi, hogy a gyújtogató Porter Scavo lehetett, ezért Lynette és Tom elhatározzák, hogy bármit megtesznek a fiuk védelmében. Bree eközben egyre nehezebben boldogul a férjével, mert Orson a tűz óta elviselhetetlenül horkol. |     |                                                                          |                 |                           |                                        |              |
| 97. | 10. | Látomások (A Vision's Just a Vision)                                     | Larry Shaw      | David Flebotte            | 2008. december 7. 2009. május 12.      | 16,09 millió |
| Egyre inkább úgy tűnik, hogy Carlos szemműtétje sikeres volt, s ugyan egyelőre csak körvonalaiban, de már érzékeli a körülötte lévő világot. Gabrielle azonban aggódni kezd, hiszen így hamarosan kiderülhet, hogy kénytelen volt eladni néhány, Carlos számára fontos tárgyat. Miután Dave azt hazudja a nyomozóknak, hogy Porter Scavot látta a tűz éjszakáján, a fiút letartóztatják. Lynette és Tom persze minden erejükkel és pénzükkel azon vannak, hogy bebizonyítsák Porter ártatlanságát, Bob pedig elvállalja a védelmét. Kiderül, hogy az Orson orrsövényműtétjét végző plasztikai sebész immár fél éve Andrew élettársa. Bree ezért úgy dönt, hogy vacsorára hívja őket, ahol kínos dologra derül fény. Susan kisfia nehezen viseli az édesapja és Katherine kapcsolatát, s ez időről időre tettekben is megnyilvánul nála. A bosszúszomjas Dave eközben kezdi elveszíteni az önmérsékletét. |     |                                                                          |                 |                           |                                        |              |
| 98. | 11. | Otthon, édes otthon (Home Is the Place)                                  | David Grossman  | Jamie Gorenberg           | 2009. január 4. 2009. május 19.        | 14,39 millió |
| Látogatóba érkezik Alex anyja, Melina, aki Bree-ék házában száll meg. A nő szöges ellentéte Bree-nek, így nagy a feszültség közöttük, ráadásul Melina Oakland-be akarja csábítani a fiatalokat, hogy a közelében éljenek. Susan és Lee együtt mennek bulizni, majd alaposan elázva az éjszakát is együtt töltik, ám Susan nem emlékszik semmire a történtekből. Carlos minden pillanatát élvezi annak, hogy újra lát, és elhatározza, hogy felhagy a masszőri állásával. Gabrielle pedig éppen ekkor találkozik össze Bradley Scottal, Carlos egykori üzletfelével, aki magas beosztású munkát ajánl fel, hat-számjegyű fizetéssel. Preston lebukik Bob előtt, így Lynette-nek és Tomnak két napja van a meghallgatásig, hogy előkeressék Portert. Dave egyre furcsábban viselkedik, ami már Edie-nek is szemet szúr. Karen és Roberta eközben Bostonban tartózkodnak, és Dr. Heller után folytatnak nyomozást. |     |                                                                          |                 |                           |                                        |              |
| 99. | 12. | Újra együtt (Connect! Connect!)                                          | Ken Whittingham | Jordon Nardino            | 2009. január 11. 2009. szeptember 25.  | 13,79 millió |
| Amikor Edie kidobja Dave-et, Mike felajánlja neki, hogy átmenetileg költözzön hozzá. Susan eközben bejelenti a lányoknak, hogy másik városba költözik Jackson-nal. Carlos üzleti útra megy, amit a lányai nehezen viselnek el, ezért Gaby-val gonoszkodnak. Lynette rájön, hogy az anyja rejtegeti Porter-t, s cselhez folyamodik, hogy a fiú végre hazatérjen. Alex nem nézi jó szemmel, ahogy Bree Orson-nal viselkedik, s ennek hangot is ad. Mike és Katherine kapcsolata pedig egyre szorosabbá válik... |     |                                                                          |                 |                           |                                        |              |
| 100. | 13. | Egy ügyes kezű ezermester (The Best Thing That Ever Could Have Happened) | Larry Shaw      | Marc Cherry & Bob Daily   | 2009. január 18. 2009. október 2.      | 13,08 millió |
| Lynette és Tom kénytelenek eladni a férfi imádott veterán-autóját. Susan pedig új iskolába íratja M. J.-t, mert az előzőnek borzasztóan magas a tandíja, és Mike sem tudja sokkal támogatni. Bree könyve ezzel szemben nagyon jól fogy, olyannyira, hogy be tud fektetni Scavóék pizzériájába. Carlosnak is egyre jobban megy az üzlet, Gabyt ezért egy menő étterembe akarja elvinni. Ám Gabrielle sürgősen le akar fogyni, hogy az egyik régi ruhájába beleférjen, és ehhez Edie segítségét kéri... |     |                                                                          |                 |                           |                                        |              |
| 101. | 14. | A pénz beszél (Mama Spent Money When She Had None)                       | David Warren    | Jason Ganzel              | 2009. február 8. 2009. október 9.      | 13,82 millió |
| A kertvárosban nem szokás a pénzről beszélni, legfőképp azért, mert nem kell beszélni róla. Azoknak, akiknek van, demonstrálják a vadonatúj ruháikkal, a drága berendezéseikkel, és a manikűrözött pázsitjukkal. Azok pedig, akiknek nincsen, tanúsítják a csere-érett grillsütőjükkel, a mázolás-érett falaikkal, és az eladásra érett klasszikus kocsijukkal. Igen, a kertvárosban nem szokás a pénzről beszélni. Mert, ha valaki mégis megteszi, attól másokban felmegy a pumpa... A Lila Akác köz néhány lakóját is súlyosan érinti a gazdasági válság. Lynette és Tom így kénytelenek eladni a férfi imádott veterán-autóját. Susan pedig új iskolába íratja M. J.-t, mert az előzőnek borzasztóan magas a tandíja, és Mike sem tudja sokkal támogatni. Bree könyve ezzel szemben nagyon jól fogy, olyannyira, hogy be tud fektetni Scavo-ék pizzériájába. Carlos-nak is egyre jobban megy az üzlet, Gabyt ezért egy menő étterembe akarja elvinni. Ám Gabrielle sürgősen le akar fogyni, hogy az egyik régi ruhájába beleférjen, és ehhez Edie segítségét kéri... |     |                                                                          |                 |                           |                                        |              |
| 102. | 15. | Hadd menjen a munka! (In a World Where the Kings Are Employers)          | David Grossman  | Lori Kirkland Baker       | 2009. február 15. 2009. október 21.    | 14,01 millió |
| Susan éppen az első napján igyekszik a munkahelyére, amikor is M. J. betegen ébred, ezért az anya kénytelen Mike-ra bízni a kisfiút. Ám az apa azonnal lepasszolja M. J.-t Katherine-nek, amit Susan nem néz jó szemmel. Lynette-ék egyre nehezebb anyagi helyzetben vannak, olyannyira, hogy már alig van vendége az étteremnek. Kiderül, hogy Carlos cége mégsem fizeti ki az éves bónuszokat, pedig a Solis-család nagyon számított a pénzre. Bree annyira megemeli Andrew fizetését, hogy az már Orson szemét is szúrja, ezért a banktól akarja megtudni a pontos összeget. Dave eközben hétvégi kempingezést tervez Mike-kal... |     |                                                                          |                 |                           |                                        |              |
| 103. | 16. | Nem a mosoly teszi a barátot! (Crime Doesn't Pay)                        | Larry Shaw      | Jamie Gorenberg           | 2009. március 8. 2009. október 28.     | 13,65 millió |
| Tom és Lynette elkezdik felszámolni az éttermet. Amikor azonban Orson elmegy részvétet nyilvánítani és segíteni Tomhoz, a férfi ellenségesen viselkedik vele, ezért ellopja az egyik Scavo családi ereklyét. Carlos főnöke Gabyt használja fel alibinek a felesége megcsalásához. Ám az asszony ezt azonnal kihasználja, s így szabadságot harcol ki Carlosnak. Mike és Katherine összeköltöznek, melynek örömére az asszony házibulit szervez. Eközben Susan egyik képe viszályt kelt az új lakótársak között... |     |                                                                          |                 |                           |                                        |              |
| 104. | 17. | Kémek és kerítők (The Story of Lucy and Jessie)                          | Bethany Rooney  | Jordon Nardino            | 2009. március 15. 2009. november 4.    | 14,60 millió |
| Edie nyomozásba kezd Dave után, és hamarosan rájön, hogy a férfinak volt egy kislánya is, aki szintén meghalt a balesetben. Bradley halála miatt a cég igazgatói széke megüresedik, s a tulajdonosok Carlos-nak ajánlják fel a komoly posztot. Bree rájön, hogy Orson tovább folytatja a lopkodást, ezért pszichiáterhez küldi. Susan jó viszonyba akar kerülni az új főnökasszonyával, ezért vacsorára hívja magához. Ám később jön csak rá, hogy az asszony a saját neméhez vonzódik. Lynette eközben beleveti magát az álláskeresésbe, majd Gaby segítségével Carlos cégéhez kerül... |     |                                                                          |                 |                           |                                        |              |
| 105. | 18. | Fény az éjszakában (A Spark. To Pierce the Dark.)                        | David Grossman  | Alexandra Cunningham      | 2009. március 22. 2009. november 11.   | 14,75 millió |
| Karl éppen abba az iskolába íratja be a fiát, ahol Susan rajzot tanít, így Susannek akad néhány kellemetlen perce a volt férje gúnyos társaságában. Később a gyermek állandóan halottakat rajzol, ezért Susan szól az iskolapszichológusnak. Carlosnak egyre kevesebb ideje marad a munka mellett Gabrielle-re, ezért Gaby Tomnak panaszkodik. A pszichiáter rájön, hogy Orson azért lop, hogy Bree-t ily módon büntesse. Az asszonynak ettől hatalmas lelkiismeret-furdalása támad, s el akarja adni a cégét, hogy többet törődhessen a férjével. Lynette nehezen viseli a folyamatos túlórázást, ezért mindent megtesz, hogy a rabszolgahajcsár főnöke távozzon a cégtől... |     |                                                                          |                 |                           |                                        |              |
| 106. | 19. | Búcsú (Look Into Their Eyes and You See What They Know)                  | Larry Shaw      | Matt Berry                | 2009. április 19. 2009. november 18.   | 13,85 millió |
| Edie egy nap autóbalesetet szenved, és a segítségnyújtás megérkezése előtt, a szomszédok aggódó tekinteteivel körülvéve, az életét veszti. Barátnői két nappal később az utolsó kívánsága szerint, a hamvaival a fiához tartanak. Az utazás közben pedig mindenkiben felélednek az emlékek Edie-ről. Lynette arra gondol vissza hálásan, amikor Edie a betegségén segítette át. Susan eközben a heves és roppant szórakoztató vitáikra emlékszik vissza. Bree pedig elmeséli a többieknek, hogy Edie látogatta a börtönben Orson-t. Gabrielle persze a közös bulizásokra gondol vissza nosztalgiával, amikor azon versenyeztek, hogy melyikük hódít meg több pasit. Mrs. McCluskey odaérvén pedig elmondja a fiúnak, hogy az édesanyja azért hagyta, hogy az apjával nőjön fel, mert meg akarta óvni saját magától. Végül aztán Edie hamvai mégis csak a Lila Akác közbe kerülnek. |     |                                                                          |                 |                           |                                        |              |
| 107. | 20. | Mindenki rejteget valamit (Rose's Turn)                                  | David Warren    | Dave Flebotte             | 2009. április 26. 2009. november 25.   | 13,64 millió |
| Gabrielle úgy dönt, hogy belép egy kertészeti egyletbe, hogy pletykálhasson és italozhasson, ám ehhez Tomra is szüksége van. Andrew nem hisz Orsonnak, aki azt ígéri, hogy megváltozik és boldoggá teszi Bree-t. Carlos egy kínos baleset folytán meztelenül látja Lynette-et, s emiatt a két család közös vacsorája furcsán sikerül. Susan a depressziós Dave-nél talál egy pisztolyt, s azt hiszi, hogy a férfi öngyilkos akar lenni. Így hát ellopja a fegyvert, emiatt azonban bajba kerül, amikor egy rendőr igazoltatja. Katherine igazán megrémiszti Mike-ot, amikor azt mondja neki, hogy vele akarja leélni az életét. Dave eközben megtudja, hogy nem Mike ölte meg a feleségét és a kislányát. |     |                                                                          |                 |                           |                                        |              |
| 108. | 21. | Alkuk (Bargaining)                                                       | David Grossman  | David Schladweiler        | 2009. május 3. 2009. december 2.       | 13,49 millió |
| Lynette és Tom úgy döntenek, hogy a mindennapos szexszel erősítik meg a kapcsolatukat, ezért Tom még az irodában is felkeresi a feleségét. Bree elhatározza, hogy elválik Orsontól, és ehhez Karl segítségét kéri. Katherine folyamatosan erőlteti a házasság kérdését Mike-nál, azonban nem olyan válaszokat kap, mint amire vár. Jackson újra felbukkan Susan életében, és megkéri a nő kezét. Susan ekkor szerelmet vall a férfinak, ám az elmondja neki, hogy csak a vízum miatt kell nősülnie. Dave bosszút akar állni Susanen, ezért M. J.-vel együtt horgászni hívja. Juanita a gyönyörű anyukájára akar hasonlítani, ezért kisminkelve megy az iskolába. Carlos ennek hatására pedig úgy dönt, hogy az "Év spanyol üzletembere" díj átadására Gaby smink nélkül jelenjen meg... |     |                                                                          |                 |                           |                                        |              |
| 109. | 22. | Végy egy kicsit feleségül! (Marry Me a Little)                           | Larry Shaw      | Jason Ganzel              | 2009. május 10. 2009. december 9.      | 12,29 millió |
| Dave továbbra is bosszút forral Susan ellen, amelyhez ezúttal már M.J.-t is megpróbálja felhasználni. Eközben Jackson és Susan eljegyzési partit rendeznek, ahová az összes barátjukat meghívják. Susan azonban csak a bulin gondol bele, hogy emiatt le kell mondania a tartásdíjról. Gaby találkozik egy régi barátnőjével, aki hajléktalanná vált, majd segít neki. Tom túl öregnek érzi magát, ezért kitalálja, hogy eltüntetteti a ráncait egy plasztikai sebésszel. Lynette persze le akarja beszélni róla, ezért bemutatja egy páciensnek, akinek nem sikerült a műtétje. Mike végre megkéri Katherine kezét. Bree Karllal együtt betör a saját házába, hogy minél több értéket rejtsen el a férje elől. Egy telefon miatt azonban Orson rájön a csalásra. Dave pedig azzal, hogy szól a bevándorlási hivatalnak Jackson tartózkodási helyéről, tönkreteszi az esküvőt. |     |                                                                          |                 |                           |                                        |              |
| 110. | 23. | Bűnök és büntetések (Everybody Says Don't)                               | Bethany Rooney  | John Pardee & Joey Murphy | 2009. május 17. 2010. március 3.       | 13,96 millió |
| Tom nagyon unatkozik otthon, ezért amikor a fiát elkíséri a főiskolára körbenézni, remek ötlete támad. Azt tervezi, hogy visszaül az iskolapadba és kínait fog tanulni. Lynette persze minden trükköt bevet, hogy ezt megakadályozza. Orson rájön, hogy Bree válni akar, ezért megzsarolja az asszonyt a betöréssel. Susan megtudja, hogy Mike nősülni készül, és kétségei támadnak Katherine-nel szemben. Carlos egyik nagynénje a betegsége miatt az unokáját az egyik rokona családjára akarja bízni, Gaby azonban tiltakozik, mert rossz előérzete van. Mrs. McCluskey és a nővére végre rájönnek, hogy ki a tettes. Eközben a Dave azt tervezi, hogy megöli M. J.-t egy hétvégi horgászat során. |     |                                                                          |                 |                           |                                        |              |
| 111. | 24. | Képzelődsz… (If It's Only In Your Head)                                  | David Grossman  | Jeffrey Richman           | 2009. május 17. 2010. március 10.      | 13,96 millió |
| Mike-ot mintha hidegen hagyná Katherine és az esküvő: csak Susanön és M. J.-n jár az esze. Mrs. McCluskey és Roberta Edie pótkulcsával betörnek Dave házába, hogy körbeszimatoljanak, de balszerencséjükre a Dave-et kereső FBI épp akkor kopogtat az ajtón. A Jacksontól és a két öreglánytól kapott információk alapján a rendőrség végre tisztán lát. Lynette úgy érzi, kiújult a rákja, az orvosnál azonban kiderül, hogy ikerterhes. Gabrielle-ékhez megérkezik Carlos unokahúga, Ana, akinek gazdag fiúktól kapott drága ruhái szemet szúrnak nagynénjének. Később persze a házimunkát is az elcsavart fejű Porterrel, Prestonnal és Parkerrel végezteti el, majd amikor Gabrielle leteremti, Carloshoz megy panaszkodni. Bree elmondja Karlnak, hogy Orson tud a válásról, mire az ügyvéd ráküld a férfire egy erőembert, aki megfenyegeti őt. Amikor ez Bree tudomására jut, kirúgja Karlt, aki azonban bevallja, hogy vonzódik iránta, és szenvedélyes viszonyt kezdenek. A nászútra készülő Mike a reptéren véletlenül megnézi Dave videófelvételét, majd elrohan. A magára maradt Katherine teljesen elkeseredik, míg Mike felhívja Susant, és elmondja neki, hogy mire jött rá. A kétségbeesett Susan azonban hiába próbál elmenekülni, Dave végül is a markában tartja őt és M. J.-t is, de végül saját víziói késztetik arra, hogy megmentse a gyermek életét. Susan, Mike és M. J. ismét úgy ölelkeznek, mint egy boldog család. Két hónappal később Mike végül megnősül... De kit vesz el? |     |                                                                          |                 |                           |                                        |              |

## 6. évad (2009-2010)
| Sor. | Év. | Cím                                                                  | Rendező         | Író                             | Premier                                | Nézettség    |
| --- | --- | -------------------------------------------------------------------- | --------------- | ------------------------------- | -------------------------------------- | ------------ |
| 112. | 1.  | Vétkes kertváros (Nice Is Different Than Good)                       | Larry Shaw      | Marc Cherry                     | 2009. szeptember 27. 2010. március 17. | 13,64 millió |
| Mike esküvője végre megrendezésre kerül, amikor is egy nőt a Lila Akác közben - ismét - boldogság önt el, míg egy másik számára egy világ hullik darabokra. Mindeközben Lynette próbálna megbirkózni újdonsült terhességével, de váratlan és félelmetes érzések ébrednek benne a meg nem született gyermekeivel kapcsolatban. Bree kínos és veszélyes viszonyba kezd Karllal, Gabrielle-nek pedig gondja akad a lázadó tinédzser unokahúgával. Ez alatt ráadásul egy új feleség, Angie Bolen, és vele együtt egy sötét múltú család költözik az utcába. |     |                                                                      |                 |                                 |                                        |              |
| 113. | 2.  | Túlélés (Being Alive)                                                | David Grossman  | Matt Berry                      | 2009. október 4. 2010. március 24.     | 14,64 millió |
| Julie-ra eszméletlenül találnak rá a házuk kertjében. Persze mindenki nagyon aggódik érte, s a barátok egymást váltják a kórházban. Bree és Karl eközben úgy határoznak, hogy randiznak egymással. Lynette és Susan között pedig súrlódásra ad okot, hogy Julie nem az anyjához fordult a gondjaival, hanem annak barátnőjéhez. Katherine aljas módon megpróbálja visszacsábítani Mike-ot. Gaby ez alatt rájön, hogy az unokahúga, Anna hazudik, hogy Dannynek alibit biztosítson a Julie elleni támadás estéjére. |     |                                                                      |                 |                                 |                                        |              |
| 114. | 3.  | Ki a legszebb e vidéken? (Never Judge a Lady by Her Lover)           | Andrew Doerfer  | Bob Daily                       | 2009. október 11. 2010. március 31.    | 13,42 millió |
| Gabrielle múltbéli szeretőjének, John-nak az éttermében akar Anna állást vállalni. Carlos pedig próbára akarja tenni az asszonyt, ezért beleegyezik. Bree és Karl egy bálon találkoznak össze, s az asszony féltékeny lesz, amikor egy másik nővel látja a szeretőjét. Carlos felajánlja az elnök-helyettesi posztot Lynette-nek, amit az el is fogad, ám úgy, hogy nem mondja el Carlos-nak, hogy terhes. Susan eközben úgy dönt, hogy egyedül próbál meg bizonyítékot gyűjteni Danny ellen. |     |                                                                      |                 |                                 |                                        |              |
| 115. | 4.  | Mondd, miért szeretsz te mást? (The God-Why-Don't-You-Love-Me Blues) | David Warren    | Alexandra Cunningham            | 2009. október 18. 2010. április 7.     | 13,68 millió |
| Andrew véletlenül elkotyogja Susan-nak, hogy Julie már egy fél éve nem jár az orvosi egyetemre. Lynette mellei a terhessége miatt jól láthatóan megnőttek, így Carlos azt hiszi, hogy a nő megnagyobbíttatta. Katherine eközben egyre jobban belelovalja magát abba a kényszerképzetbe, hogy Mike és Susan házassága válságban van. Ez pedig feltűnik Bree-nek, aki kényszerszabadságra küldi. Angie azt szeretné, hogy Danny végre barátokat szerezzen, ezért bulit szervez neki... |     |                                                                      |                 |                                 |                                        |              |
| 116. | 5.  | Ne ítélj, hogy ne ítéltess! (Everybody Ought to Have a Maid)         | Larry Shaw      | Jamie Gorenberg                 | 2009. október 25. 2010. április 14.    | 14,18 millió |
| Gabie szülinapi partit szervezett Juanitának, de eközben mindenki egy félreértett pillanat miatt azt beszélte hogy Gabi rossz anya. Susann és Mike este a polgárőrséget szervezte mej alatt Katherine kikezdett Mikeal. Este Juli felriasztott a Susannt hogy valaki van a ház előtt és Juli kezéből kivette Susan a pisztolyt s Katherine megijesztette s Susann vállon lőtte. Ezután mindenki rohant, hogy mi történt s Bree kitárazta a pisztolyt. |     |                                                                      |                 |                                 |                                        |              |
| 117. | 6.  | Fűre lépni tilos! (Don't Walk on the Grass)                          | David Grossman  | Marco Pennette                  | 2009. november 1. 2010. április 21.    | 14,08 millió |
| Juanita szerepel az iskolai darabban, ám nem túl tehetséges, így amikor az egyik különösen nehéz szót nem tudja kimondani, kicsúszik a száján egy káromkodás. Ezért aztán az iskola igazgatónője komoly büntetéssel jutalmazza. Gaby persze nem ért egyet ezzel, így kiveszi a kislányt az iskolából. Juanita magántanuló lesz és Gaby oktatja. Tom-nak nehézségei vannak az egyetemen, emiatt csaláshoz folyamodik. Amikor pedig erre Lynette rájön, nagyon összevesznek. Karl megkéri Bree kezét, s az asszony el is gondolkodik rajta, ám jobban meg akarja ismerni a férfit, mielőtt válaszolna. Katherine eközben egyre képtelenebb dolgokat talál ki, hogy visszahódítsa Mike-ot... |     |                                                                      |                 |                                 |                                        |              |
| 118. | 7.  | Bölcsességek könyve (Careful the Things You Say)                     | Bethany Rooney  | Peter Lefcourt                  | 2009. november 8. 2010. április 28.    | 13,80 millió |
| Gabynak nagyon nehezen megy a tanítás, így kap az alkalmon, amikor kiderül, hogy az új bejárónője egy román matek tanár, így felkéri az asszonyt, hogy oktassa Juanitát, persze Carlos háta mögött. Lynette meglátja, ahogy Dominick és Julie veszekszenek egymással, ezért közbeavatkozik. A lány ekkor elmondja neki, hogy Nick volt az a nős férfi, akivel korábban járt. Lynette pedig úgy dönt, hogy a saját kezébe veszi az ügyet, és beszél Dominickkal. A férfi azonban nagyon agresszívan viselkedik vele, így Lynette rájön, hogy akár Dominick is lehetett Julie bántalmazója, így Tommal elmennek a rendőrségre. Angie meghívja Bree-t és Orsont vacsorára, mert munkát szeretne kapni az asszonynál. Katherine eközben összebarátkozik a nyomozónővel, aki Julie esetét kapta, s feljelenti nála Susant a lövés miatt, aki később börtönbe kerül... |     |                                                                      |                 |                                 |                                        |              |
| 119. | 8.  | Egy csésze kávé (The Coffee Cup)                                     | Larry Shaw      | Dave Flebotte                   | 2009. november 15. 2010. május 5.      | 14,72 millió |
| Julie elég kellemetlen helyzetbe kerül, amikor a helyi kávézóban összefut Angie-vel. Gabrielle nagyon szeretné, hogy Juanitát felvegyék a környéki katolikus iskolába, ehhez pedig hajlandó nagyobb összeget is adományozni a templomnak. Lynette lebukik Gaby előtt a terhességével, Carlos pedig úgy áll bosszút Lynette-en, hogy kinevezi a miami iroda élére. Orson elutazik, így Bree a házában randizik Karllal, ám Angie-nek kell falaznia a váratlanul hazaérkező férj miatt. Katherine elejt egy megjegyzést a Mike-kal való szexuális életükről, amitől pedig Susan úgy érzi, hogy a férje nem kívánja őt eléggé... |     |                                                                      |                 |                                 |                                        |              |
| 120. | 9.  | Önvédelem (Would I Think of Suicide?)                                | Ken Whittingham | Jason Ganzel                    | 2009. november 29. 2010. szeptember 1. | 12,78 millió |
| A kávézó pincérnőjét, Emilyt egy nap holtan találják. Julie nem érzi magát biztonságban, ezért Karllal úgy döntenek, hogy elcserélik az autójukat. Susan később kiszúrja a lánya kocsiját egy motel előtt, és azt hiszi, hogy visszament a szeretőjéhez, ezért leskelődni kezd utána. Ekkor azonban rájön, hogy Karl Bree-vel jár. Carlos és Lynette eközben egyre durvábban harcolnak egymással, s Carlos végül talál indokot, hogy kirúgja a szomszédját. Danny szeretne Julie-val járni, a lány azonban visszautasítja, ezért Danny megpróbál öngyilkos lenni. Katherine M. J.-n keresztül próbálja Mike-ot visszahódítani, mire a férfi végül besokall... |     |                                                                      |                 |                                 |                                        |              |
| 121. | 10. | Kő-kövön (Boom Crunch)                                               | David Grossman  | John Pardee & Joey Murphy       | 2009. december 6. 2010. szeptember 8.  | 14,86 millió |
| Míg a Lila Akác köz a meséket idéző karácsonyi utcai ünnepségre készül, Katherine hasba szúrja magát, és Mike-ot vádolja, mire Susan kénytelen cselhez folyamodni, hogy bebizonyítsa férje ártatlanságát. Azonban mikor Katherine lányát, Dylant a városba hívja, kiderül, hogy az asszony a teljes ideg-összeroppanás szélén áll, ugyanis hónapok óta hazudik Dylannek magáról és Mike-ról. Lynette és Gabrielle folyamatosan egymást marják, mivel Carlos kirúgta, és így nehéz helyzetbe hozta a terhes Lynette-et, Lynette pedig a feljelentéssel veszélybe sodorta Carlos pozícióját a cégnél. Egy félreértést követően Danny elárulja a nagy családi titkot a kórházban dolgozó szemfüles szomszédnak, Monának, aki pénzért hallgatást ígérne Angie-nek. Bree megzsarolja Orsont, aki szó nélkül távozna is neje életéből, ha ki nem derülne, hogy az asszony máris talált valaki mást, mégpedig Karl Mayert, aki titokban egy repülőt rendelt, hogy Bree kezét az égre írva kérje meg. Azonban a repülő zuhanni kezd... |     |                                                                      |                 |                                 |                                        |              |
| 122. | 11. | Mi lett volna, ha... (If...)                                         | Larry Shaw      | Jamie Gorenberg                 | 2010. január 3. 2010. szeptember 15.   | 15,35 millió |
| A repülőgép lezuhanása következtében többen is kórházba kerülnek a Lila Akác köz lakók közül. Orsonról pedig egyelőre nem lehet tudni, hogy lebénult-e, vagy sem. Lynette pedig, miközben megmentette Celiát, elesett, így az egyik babát meg kell műteni. Bree eközben szerencsére csak könnyebb sérüléseket szenvedett. A Lila Akác Köz minden lakója a tragédia következtében, komolyan elmereng a jövőjén... |     |                                                                      |                 |                                 |                                        |              |
| 123. | 12. | A látszat csal (You Gotta Get a Gimmick)                             | David Grossman  | Joe Keenan                      | 2010. január 10. 2010. szeptember 22.  | 14,03 millió |
| Tom elvállalja Lynette állását, amíg ő szülési szabadságon van, de ez persze a szokásos hatalmi harcot okozza közöttük. Kiderül, hogy Juanita nincs tisztában a mexikói származásával, ezért Carlosnak és Gabynak kell felvilágosítani a gyökereiről. Bree eközben úgy dönt, hogy mégis csak ápolni fogja Orsont, így hazaköltözteti. Susan pedig váratlanul örököl Karl után... |     |                                                                      |                 |                                 |                                        |              |
| 124. | 13. | Terápiás hatás (How About a Friendly Shrink?)                        | Lonny Price     | Jason Ganzel                    | 2010. január 17. 2010. szeptember 29.  | 11,32 millió |
| Angie aggódva figyeli, ahogy a fia és Carlos unokahúga egyre közelebb kerülnek egymáshoz. Tom eközben úgy dönt, hogy Lynette nélkül is eljár a terápiára, mert szüksége van rá, hogy a gyermek elvesztését fel tudja dolgozni. Katherine-hez később váratlan látogató érkezik a rehabilitációs intézetbe. Gaby és Susan pedig azon versenyeznek, hogy melyikük gyermeke az okosabb... |     |                                                                      |                 |                                 |                                        |              |
| 125. | 14. | Színház az egész világ (The Glamorous Life)                          | Bethany Rooney  | Dave Flebotte                   | 2010. január 31. 2010. október 6.      | 11,44 millió |
| Orson búcsúlevelet ír Bree-nek, mert öngyilkos akar lenni, ám az asszony, amikor ezt megtudja, mindent elkövet azért, hogy ezt megakadályozza. Gabrielle egyezséget akar kötni Anával, amely abból állna, hogy ha a lány nem él szexuális életet az érettségiig, akkor finanszírozza a modell-karrierjét. Ám rövidesen Carlos mégis kompromittáló helyzetben találja Dannyvel. Lynette és Tom eközben egyre hasznosabbnak érzik a családterápiát. Susan pedig segíteni akar egy volt sztriptíztáncosnőn, ezért munkát keres neki... |     |                                                                      |                 |                                 |                                        |              |
| 126. | 15. | Szemrevaló (Lovely)                                                  | David Warren    | David Schladweiler              | 2010. február 21. 2010. október 13.    | 10,92 millió |
| Susan különös tette, hogy egy sztriptíztáncosnőt fogadott a házába, teljesen megbotránkoztatja a Lila Akác Köz lakóit. Ám, ahogy egyre jobban megismerik Robint, mindnyájan rájönnek, hogy a felszín alatt egy igazán értékes ember lakozik. Gabrielle-nek ugyanis segít Anát távol tartani Dannytől, miközben Lynette-et megtanítja bocsánatot kérni az emberektől. Aztán Mike fájós hátát segít helyre rakni, Bree-nek pedig tanácsot ad, hogyan keltse fel Orson érdeklődését... |     |                                                                      |                 |                                 |                                        |              |
| 127. | 16. | Hajtóvadászat (The Chase)                                            | Larry Shaw      | John Pardee & Joey Murphy       | 2010. február 28. 2010. október 20.    | 10,89 millió |
| Celia bárányhimlős. Ám mivel Gaby nem esett át ezen a betegségen, Carlos úgy dönt, hogy nem szeretné veszélyeztetni az egészségét, így egy időre az anyának távol kell maradnia az otthonától. Gabrielle ekkor Bobékhoz költözik, és egyre felszabadultabban érzi magát náluk, mert az ottléte arra az időkre emlékezteti, amikor még szingli volt. Lynette és Tom eközben megfeledkeznek Penny születésnapjáról. Bree rátalál a megfelelő alkalmazottra, ám Katherine különös felfedezést tesz. Susan pedig csalódni kénytelen Mrs. McCluskey-ban, míg Angie kétségbeesetten kutatja Dannyt... |     |                                                                      |                 |                                 |                                        |              |
| 128. | 17. | Aki bújt, aki nem... (Chromolume No. 7)                              | Lonny Price     | Marco Pennette                  | 2010. március 14. 2010. október 27.    | 12,01 millió |
| Angie és Gabrielle együtt indulnak el kétségbeesetten New Yorkba, hogy megkeressék az eltűnt Anát és Dannyt. Bree eközben úgy dönt, hogy máris előlépteti Samet, így ugyanazt a posztot kapja, mint Andrew, amitől persze a fiú teljesen kiborul. Susan meglepetésként kifizeti Mike hitelét, amitől azonban a férfi nem túl boldog. Porter végre hazatér Európából, ám a család legnagyobb meglepetésére egy nőt is hoz magával. Susan később rájön, hogy Katherine és Robin egy pár... |     |                                                                      |                 |                                 |                                        |              |
| 129. | 18. | Ki nyer ma? (My Two Young Men)                                       | David Grossman  | Bob Daily                       | 2010. március 21. 2010. november 3.    | 10,84 millió |
| Juanita és M.J. is indul azon az iskolai versenyen, amelynek az a célja, hogy minél több csokoládét adjanak el jótékonysági célokra. Persze Susan és Gabby is nagyon fontosnak tartja, hogy az ő gyermeke nyerjen, így semmilyen mocskos eszköztől nem riadnak vissza a cél érdekében. Andrew és Orson eközben egyre kevésbé bíznak Samben. Egy parti során pedig kiderül az egész szomszédság előtt, hogy Katherine és Robin egy pár, így emiatt Katherine döntési helyzetbe kényszerül... |     |                                                                      |                 |                                 |                                        |              |
| 130. | 19. | Eltűntek (We All Deserve to Die)                                     | Larry Shaw      | Josann McGibbon & Sara Parriott | 2010. április 18. 2010. november 10.   | 10,62 millió |
| Gabrielle úgy dönt, hogy felajánlja az egyik petesejtjét Bobéknak, hogy ők is igazi családdá válhassanak. Carlos azonban egyáltalán nem lelkesedik az ötletért. Irina és Lynette együtt próbálják meg a lány menyasszonyi ruháját kiválasztani, amikor a lány egy furcsa hívást kap, amelyben a rendőrséget is emlegetik. Bree és Andrew között pedig egyre jobban elmérgesedik a helyzet. Mike eközben anyagi gondokkal küzd, ezért Susan megpróbál titokban segíteni neki... |     |                                                                      |                 |                                 |                                        |              |
| 131. | 20. | Született szörnyeteg (Epiphany)                                      | David Grossman  | Marc Cherry                     | 2010. április 25. 2010. november 17.   | 11,29 millió |
| Ebben az epizódban megismerhetjük Eddie Orlofsky sanyarú gyermekkorának történetét, valamint azt, hogy Gabrielle, Bree, Susan és Lynette hogyan ismerték meg a fiút, és mely életszakaszában próbáltak a segítségére lenni, anélkül, hogy észrevették volna, hogy az alkoholista anyja eközben milyen szörnyeteget csinált belőle. |     |                                                                      |                 |                                 |                                        |              |
| 132. | 21. | Kis éji zene (A Little Night Music)                                  | David Warren    | Matt Berry                      | 2010. május 2. 2010. november 24.      | 12,12 millió |
| Eddie beköltözik Lynette-ékhez, ahol már az első nap konfliktusba keveredik Porterrel, amiért a fiú tiszteletlenül beszél az anyjával. Bree egy áruházi jelenet után rájön, hogy Sam anyja nem halt meg, így kérdőre vonja a fiút. Susan és Gaby eközben rájönnek, hogy Carlos kölcsönt adott Mike-nak, ezért úgy döntenek, hogy megleckéztetik a fiúkat. Nick szörnyű balesete után pedig a Bolen-család úgy dönt, hogy Dannyt elküldik a városból... |     |                                                                      |                 |                                 |                                        |              |
| 133. | 22. | Zsaruballada (The Ballad of Booth)                                   | Larry Shaw      | Bob Daily                       | 2010. május 9. 2010. december 1.       | 11,36 millió |
| Gaby megtudja, hogy Carlos nem szereti a lasagnéjét, ezért úgy dönt, hogy Angie-től, az olasz receptek királynőjétől kér segítséget. Angie-nek pedig ez remek alkalom arra, hogy segítséget kérjen szorult helyzetében. Susan és Mike arra kényszerülnek az adósságaik miatt, hogy bérbe adják a Lila Akác Közben álló házukat. Lynette eközben megtudja, hogy Eddie anyja meghalt, így ő akarja elmondani a fiúnak. |     |                                                                      |                 |                                 |                                        |              |
| 134. | 23. | Isten hozzád! (I Guess This Is Goodbye)                              | David Grossman  | Alexandra Cunningham            | 2010. május 16. 2010. december 8.      | 12,75 millió |
| Miközben Eddie ámokfutásba kezd Lynette-tel az oldalán, a nőnél megindul a szülés. Eddie segítséget nyújt Lynette-nek, s a baba egészségesen világra jön, majd a fiú úgy dönt, hogy feladja magát a rendőrségen. Susan és Mike eladják mindenüket, ami az új lakásukba nem fér be, míg Susan végre képes kiadni magából a dühét. Eközben Gaby megpróbál segíteni Angie-nek és Danny-nek. Bree pedig a zsarolás hatására átruházza Samre az egész vállalkozását, amely miatt Orsonnal csúnyán összevesznek. |     |                                                                      |                 |                                 |                                        |              |

## 7. évad (2010-2011)
| Sor. | Év. | Cím                                                                                | Rendező          | Író                             | Premier                                | Nézettség    |
| --- | --- | ---------------------------------------------------------------------------------- | ---------------- | ------------------------------- | -------------------------------------- | ------------ |
| 135. | 1.  | Emlékeztek Paulra? (Remember Paul?)                                                | David Grossman   | Marc Cherry                     | 2010. szeptember 26. 2011. március 2.  | 13,06 millió |
| Bree felfedi végre a szörnyű titkot Gabrielle előtt arról, hogy évekkel ezelőtt Andrew gázolta el Carlos édesanyját. Gaby persze mindezek után kétségbeesetten gondolkodik azon, hogy ezt vajon hogyan ossza meg Carlos-szal. Eközben a Lila Akác Köz lakói döbbenten veszik tudomásul, hogy Susan házába a börtönből szabadult Paul Young költözik be, az új asszonyával. Susan, Mike és MJ nagyon szűkösen élnek az apartmanban, ezért Susan úgy dönt, hogy mellékállást vállal. Lynette egykori barátnője, a sikeres és gazdag Renee pedig váratlan látogatásra érkezik a Scavo-házba...                                  |     |                                                                                    |                  |                                 |                                        |              |
| 136. | 2.  | Bemutatom a feleségem! (You Must Meet My Wife)                                     | Larry Shaw       | Dave Flebotte                   | 2010. október 3. 2011. március 9.      | 13,23 millió |
| Carlos, miután értesül arról, hogy Juanita nem a saját lányuk, azaz elcserélték őt a születésekor, úgy dönt, hogy mindezt nem mondja el Gaby-nak. Ám nem sokkal ezután történik egy szerencsétlen baleset, Bree ugyanis véletlenül elgázolja a kislányt, akit kórházba kell szállítani. Renee rengeteg időt tölt Tom-mal, és Lynette egyre inkább úgy érzi, hogy a nő megpróbálja tönkretenni a házasságukat. Bree rádöbben, hogy teljesen odavan Keith-ért, ezért szó nélkül kirúgja őt. Susan eközben titkolja Mike előtt, hogy milyen munkát is végez valójában. Paul pedig végre-valahára bemutatja az új feleségét...   |     |                                                                                    |                  |                                 |                                        |              |
| 137. | 3.  | Teljes elégedettség (Truly Content)                                                | Tara Nicole Weyr | Matt Berry                      | 2010. október 10. 2011. március 16.    | 12,38 millió |
| Bree vezetésével látogatást tesznek a barátnők Beth-nél, hogy meghívják a heti póker-partijukra, ahol majd a terveik szerint mindenről kifaggatják őt. Susan felfedezi, hogy az egyik riválisa másolja az internetes szexi-show-ját, ezért elhatározza, hogy megleckézteti őt. Gabrielle eközben magánnyomozót bérel fel, persze Carlos tudta nélkül. Renee rábeszéli a vonakodó Bree-t, hogy tartson vele az éjszakába, a helyi bárba – pasi-vadászatra. Lynette pedig egyre gyanúsabban figyeli a Tom körül zajló, a depressziójával kapcsolatos eseményeket…                                                              |     |                                                                                    |                  |                                 |                                        |              |
| 138. | 4.  | Csak a belbecs számít (The Thing That Counts Is What's Inside)                     | David Grossman   | Jason Ganzel                    | 2010. október 17. 2011. március 23.    | 12,67 millió |
| Carlos és Gabrielle végre megismerkedhetnek a valódi lányukkal, Grace-szel, aki kiköpött hasonmása Gaby-nak. Juanita igazi szüleivel pedig egyezségre is jutnak a lányokat illetően. Paul kapcsolata a feleségével mégsem úgy alakul, ahogy azt korábban közösen eltervezték. Susan eközben kellemetlen helyzetbe kerül a mellékállása miatt, ugyanis Maxine figyelmezteti, hogy ki kellene szállnia, mielőtt az amerikai befektetők felvásárolják tőle a céget. Lynette elhatározza, hogy a saját lányát, Penny-t fogja be bébiszitternek. Bree-hez pedig váratlan vendégek toppannak be, éppen a randevúja napján…         |     |                                                                                    |                  |                                 |                                        |              |
| 139. | 5.  | Veszélyes vállalkozások (Let Me Entertain You)                                     | Lonny Price      | Sara Parriott & Josann McGibbon | 2010. október 24. 2011. március 30.    | 12,16 millió |
| Susan elveszít egy Maxine számára nagyon fontos és pénzes ügyfelet, ezért a munkaadója nagyon dühös rá. Renee és Gabrielle is komoly összetűzésbe kerülnek, amikor is bizalmas információkat fednek fel egymásról egy harmadik személynek. Bree eközben rájön, hogy nem is olyan könnyű már az ő korában egy ennyivel fiatalabb szerető szexuális étvágyát kielégíteni. Lynette pedig ideges Tom-ra, amiért az az édesanyját kéri meg a bébiszitteri feladatokra, még mielőtt vele egyeztetett volna erről... |     |                                                                                    |                  |                                 |                                        |              |
| 140. | 6.  | Félelem és reszketés Széplakon (Excited and Scared)                                | Jeff Greenstein  | Jeff Greenstein                 | 2010. október 31. 2011. április 6.     | 11,10 millió |
| Egyre inkább nyilvánvalóvá válik, hogy Susan nem tudja többé eltitkolni az internetes szex-munkáját, ami persze később valósággal sokkolja Mike-ot. Juanita eközben egyre csalódottabban veszi tudomásul, hogy az anyját sokkal jobban érdekli Grace, a vér-szerinti kislánya. Bree megtud egy titkot Keith-ről, miközben Lynette felfedezi, hogy Tom édesanyja súlyos memóriazavarral küzd. Paul-t pedig arra biztatják a férfitársai, hogy vigye el randizni az újdonsült feleségét, hogy ezzel romantikusabbá tegyék a kapcsolatukat...                                                                                   |     |                                                                                    |                  |                                 |                                        |              |
| 141. | 7.  | Egy megalázó ügy (A Humiliating Business)                                          | Larry Shaw       | Marco Pennette                  | 2010. november 7. 2011. április 13.    | 12,72 millió |
| Paul-nak végre sikerül elérnie, hogy a felesége teljesítse a házastársi kötelezettségeit, olyannyira, hogy immár Beth erőltetné a dolgot, persze nem alaptalanul. Susan elfogadja Lynette ajánlatát, így ő lesz Paige bébiszitterje. Bree eközben roppant kényelmetlenül érzi magát Keith előtt, mivel azt gondolja, hogy éppen kezdetét veszi nála a változó kor. Gabrielle pedig azon aggodalmaskodik, hogy Carlos és Bob túl jó barátokká kezdenek válni, és Bob esetleg ki akar kezdeni a férjével. Renee ezalatt csábító munkalehetőséget ajánl Lynette számára...                                                      |     |                                                                                    |                  |                                 |                                        |              |
| 142. | 8.  | Hálás szívvel (Sorry Grateful)                                                     | David Grossman   | Annie Weisman                   | 2010. november 14. 2011. április 20.   | 11,92 millió |
| Kiderül, hogy Paul Young új felesége nem más, mint Felicia Tillman lánya, akit az anyja irányít a börtönből, hogy végre bosszút állhassanak a férfin Martha halála miatt. Carlos-ék meghívják a Hálaadás-napi ebédre Hector-t és a családját, így az igazi lányuk is velük töltheti ezt a fontos napot. Renée persze másképp ünnepel: bulit szervez, de csak felnőtteknek. Susan és Lynette eközben összekülönböznek a gyermeknevelést illetően, bár a problémák mélyebben gyökereznek. Bree és Dr. Wagner pedig kibékülnek egymással, aki később még tanácsot is ad a nőnek, hogyan hozza rendbe a férjével a házasságát... |     |                                                                                    |                  |                                 |                                        |              |
| 143. | 9.  | Kellemes Kiskirályság (Pleasant Little Kingdom)                                    | Arlene Sanford   | Dave Flebotte                   | 2010. december 5. 2011. április 27.    | 11,36 millió |
| Gabrielle kétségbeesetten tesz meg minden apró ostobaságot azért, hogy Grace ne szakadjon el tőlük, hanem minél inkább az életük részévé válhasson. Keith eközben Bree-nek szervez meglepetést, méghozzá egy nagyon különleges vacsora formájában. Tom és Lynette között pedig egyre feszültebbé válik a helyzet, a házaséletüket illetően. Renée egy sötét titkot oszt meg Susan-nel, míg Paul tovább szövögeti fondorlatos és aljas terveit a Lila Akác Köz lakói ellen... |     |                                                                                    |                  |                                 |                                        |              |
| 144. | 10. | Zavargás a Lila akác közben (Down the Block There's a Riot)                        | Larry Shaw       | Bob Daily                       | 2010. december 12. 2011. május 4.      | 11,60 millió |
| Paul Young aljas terve, miszerint tönkreteszi a Lila Akác Köz azon lakóit, akik egykor nem álltak ki mellette, úgy tűnik, hogy nélküle is célegyenesbe érkezik. Juanita felfedezi az anyja nagy titkát, miközben Tom és Renee kénytelenek végre szembenézni a múltban elkövetett hibájuk következményével. Bree pedig váratlan ajánlattal áll elő Keith-nek, azaz, hogy költözzenek össze... |     |                                                                                    |                  |                                 |                                        |              |
| 145. | 11. | Merénylő a láthatáron (Assassins)                                                  | David Warren     | John Paul Bullock III           | 2011. január 2. 2011. május 11.        | 12,19 millió |
| Susan továbbra is életveszélyes állapotban fekszik a kórházban, miután a zavarodott tömeg eltaposta őt. A rendőrség próbálja kideríteni, hogy ki lőtte le Pault... |     |                                                                                    |                  |                                 |                                        |              |
| 146. | 12. | Hová tartozom? (Where Do I Belong)                                                 | David Grossman   | David Schladweiler              | 2011. január 9. 2011. május 18.        | 12,83 millió |
| Susannak sürgősen vesedonorra van szüksége. Eközben megérkezik az anyja és nagynénje, hogy kifizesse a kórházi kezelést, de egyikük sem hajlandó megvizsgáltatni magukat, hogy jók-e donornak. |     |                                                                                    |                  |                                 |                                        |              |
| 147. | 13. | Még mindig itt vagyok! (I'm Still Here)                                            | Lonny Price      | Josann McGibbon & Sara Parriott | 2011. január 16. 2011. május 25.       | 10,25 millió |
| Paul újabb bosszút tervez. Scavoékhoz Lynette kibírhatatlan édesanyja érkezik látogatóba, azzal a hírrel, hogy hamarosan férjhez megy. Gaby fura és elég költséges szokásokat vesz fel Grace miatt, amíg Susan átesik az első művesekezelésén... |     |                                                                                    |                  |                                 |                                        |              |
| 148. | 14. | Pillantás a múltba (Flashback)                                                     | Andrew Doerfer   | Matt Berry                      | 2011. február 13. 2011. augusztus 31.  | 9,20 millió  |
| Gabrielle-t Carlos pszichológushoz küldi. Lynette mostohaapja eközben teljesen kikészíti őt, mert minden áron egy közös családi fotót szeretne készíttetni. Susan váratlanul talál egy donort... |     |                                                                                    |                  |                                 |                                        |              |
| 149. | 15. | Búcsúlevél (Farewell Letter)                                                       | David Grossman   | Marco Pennette                  | 2011. február 20. 2011. szeptember 7.  | 10,58 millió |
| Susan ha felhozza a betegségét az emberek különféle előnyökben részesítik, persze sajnálatból. Keith fia elutazik, ezért anyja és Bree boldogtalan. |     |                                                                                    |                  |                                 |                                        |              |
| 150. | 16. | Az élet értelme (Searching)                                                        | Larry Shaw       | Jeff Greenstein                 | 2011. március 6. 2011. szeptember 14.  | 11,35 millió |
| Susan állapota egyre rosszabbá válik. Bree eközben nagyon egyedül érzi magát és úgy dönt, hogy a kezébe veszi a dolgok irányítását. Gaby pedig azon izgul, hogy Juanita jól szerepeljen a helyi Ki Mit Tud?-on... |     |                                                                                    |                  |                                 |                                        |              |
| 151. | 17. | Minden különbözik, semmi sem változik! (Everything's Different, Nothing's Changed) | David Warren     | Annie Weisman                   | 2011. április 3. 2011. szeptember 21.  | 9,05 millió  |
| Paul Young mindent bevet azért, hogy gátat szabjon Susan vese átültetésének... |     |                                                                                    |                  |                                 |                                        |              |
| 152. | 18. | Nincs bocsánat! (Moments in the Woods)                                             | David Grossman   | John Paul Bullock III           | 2011. április 17. 2011. szeptember 28. | 9,11 millió  |
| Andrewnak alkohol-problémái vannak és Bree segítségével pedig elkezdi a leszokást. Susan leletei a veseátültetés után jónak bizonyulnak. |     |                                                                                    |                  |                                 |                                        |              |
| 153. | 19. | Rosszul leplezett hazugságok (The Lies Ill-Concealed)                              | Larry Shaw       | David Schladweiler              | 2011. április 24. 2011. október 5.     | 10,15 millió |
| Susan és Mike nem élhetnek házaséletet a műtét miatt. Bree és Gaby nem találkozhatnak egymással Carlos tiltása miatt. |     |                                                                                    |                  |                                 |                                        |              |
| 154. | 20. | Mérget rá! (I'll Swallow Poison on Sunday)                                         | David Warren     | Jason Ganzel                    | 2011. május 1. 2011. október 12.       | 9,44 millió  |
| Bree befogadja Gabyt és lányait, de ez konfliktusokat okoz a felnőttek közt. Tom megkéri Susan-t és Renée-t, hogy rendezzék be az irodáját. Susan megsajnálja Paul-t, és gondoskodni akar róla, de ezt Mike nem nézi jó szemmel. |     |                                                                                    |                  |                                 |                                        |              |
| 155. | 21. | Mindennapi rettegések (Then I Really Got Scared)                                   | Larry Shaw       | Valerie A. Brotski              | 2011. május 8. 2011. október 19.       | 10,00 millió |
| Paul rájön, hogy a Susan-tól kapott étel fagyállót tartalmazott. Bree egy nyomozóval készül randizni. Juanita azt érzi, hogy esténként valaki házuk előtt áll, de Gabri próbálja megértetni vele, hogy ez csak képzelgés... |     |                                                                                    |                  |                                 |                                        |              |
| 156. | 22. | Biztos, ami biztos (And Lots of Security...)                                       | David Grossman   | Joe Keenan                      | 2011. május 15. 2011. október 26.      | 10,25 millió |
| Lynette és Tom egy hosszú hétvégét alkalmával végre együtt lehetnek, de mikor elutaznak nem tudnak mit kezdeni egymással. Gabi retteg az idegentől, aki mindig követi, ezért fegyverviselési engedélyt szerez. |     |                                                                                    |                  |                                 |                                        |              |
| 157. | 23. | Vacsorára fel! (Come on Over for Dinner)                                           | Larry Shaw       | Bob Daily                       | 2011. május 15. 2011. november 2.      | 10,25 millió |
| Susan és Mike visszatérnek a Lila Akác közbe, így a barátok üdvözlő-vacsorával készülnek. Ám a dolgok nem úgy alakulnak ahogy tervezték. Gabrielle szembenézz a múltjával és mostohaapjával... |     |                                                                                    |                  |                                 |                                        |              |

## 8. évad (2011-2012)
| Sor. | Év. | Cím                                                                       | Rendező            | Író                                     | Premier                                | Nézettség    |
| --- | --- | ------------------------------------------------------------------------- | ------------------ | --------------------------------------- | -------------------------------------- | ------------ |
| 158. | 1.  | A titkok, melyekről jobb nem tudni... (Secrets That I Never Want to Know) | David Grossman     | Bob Daily                               | 2011. szeptember 25. 2012. február 29. | 9,93 millió  |
| Bree nem akarja, hogy Chuck megtudja mi történt Alejandroval. Gabrielle Carlosnak próbál segíteni, így papot keres. Susan eltávolodik barátnőitől, amiatt ami Alejandroval történt... |     |                                                                           |                    |                                         |                                        |              |
| 159. | 2.  | Kapcsolatfelvétel (Making the Connection)                                 | Tara Nicole Weyr   | Matt Berry                              | 2011. október 2. 2012. március 7.      | 9,16 millió  |
| Gaby fel akarja dobni a házaséletüket ezért órákat vesz egy rúdtáncostól. Susan-t nyomasztja a bűntudat, miközben Breenek egy levél okoz gondokat. |     |                                                                           |                    |                                         |                                        |              |
| 160. | 3.  | Légy óvatos! (Watch While I Revise the World)                             | David Warren       | John Paul Bullock III                   | 2011. október 9. 2012. március 14.     | 8,63 millió  |
| Mike arra gyanakszik, hogy Susannak viszonya van Carlos-szal. Bree biztos abban, hogy Chuck követi. Lynette házassága Tom-mal lassanként véget ér... |     |                                                                           |                    |                                         |                                        |              |
| 161. | 4.  | Az élet iskolája (School of Hard Knocks)                                  | David Grossman     | Marco Pennette                          | 2011. október 16. 2012. március 21.    | 8,27 millió  |
| A Juanita-t ért sok sértés miatt Gabrielle bosszút áll, ezért őrült tervet eszel ki. Lynette egyre bizonyosabb abban, hogy Tom megcsalja... |     |                                                                           |                    |                                         |                                        |              |
| 162. | 5.  | Mesterművészet (The Art of Making Art)                                    | Lonny Price        | Dave Flebotte                           | 2011. október 23. 2012. március 28.    | 9,17 millió  |
| Bree rászorulókon és a hajléktalanokon segít azzal, hogy főz nekik, de ez nem várt véget ér. Gaby a szülői munkaközösség egyik megüresedett helyéért küzd. |     |                                                                           |                    |                                         |                                        |              |
| 163. | 6.  | Üldözési mánia (Witch's Lament)                                           | Tony Plana         | Annie Weisman                           | 2011. október 30. 2012. április 4.     | 9,28 millió  |
| Gaby aggódik Carlos miatt, ezért elküldi egy AA gyűlésre. Bree rájön, hogy Ben az erdőben akar házakat építeni, amely neki és barátnőinek is gondot okozhat... |     |                                                                           |                    |                                         |                                        |              |
| 164. | 7.  | A helyzet ura (Always in Control)                                         | Jeff Greenstein    | Jeff Greenstein                         | 2011. november 6. 2012. április 11.    | 8,78 millió  |
| Susan felhasználja tehetségét hogy lenyűgözze Andre-t. Bree annak próbál utánajárni, hogy ki ásta el Alejandro holttestét... |     |                                                                           |                    |                                         |                                        |              |
| 165. | 8.  | A gyanú árnyéka (Suspicion Song)                                          | Jennifer Getzinger | David Schaldweiler                      | 2011. november 13. 2012. április 18.   | 9,29 millió  |
| Bree gyanússá válik ezért egy rendőr mindig követi őt. Közben Susan alkotásai árulkodóak, ezért ő is a figyelem középpontjába kerül. |     |                                                                           |                    |                                         |                                        |              |
| 166. | 9.  | Kirakós játék (Putting It Together)                                       | David Warren       | Sheila Lawrence                         | 2011. december 4. 2012. április 25.    | 8,20 millió  |
| Carlos és Bree alkohol-problémáitól zeng az egész környék. Gabi férjét próbálja megkeresni, aki nyomtalanul eltűnt. A részeg Bree pedig olyan dolgokat mond el múltjáról és jelenéről ami eléggé kínos lehet számára.                                                                          |     |                                                                           |                    |                                         |                                        |              |
| 167. | 10. | Nem mondhatom el senkinek! (What's to Discuss, Old Friend)                | David Grossman     | Wendy Mericle                           | 2012. január 8. 2012. május 2.         | 8,84 millió  |
| Renée és Bree nagyon közel kerülnek egymáshoz a korábban történtek miatt. Carlos megszökik az elvonóról és részegen megy haza. Susan úgy gondolja, hogy egy időre elhagyja Széplakot... |     |                                                                           |                    |                                         |                                        |              |
| 168. | 11. | Megmondóemberek (Who Can Say What's True?)                                | Larry Shaw         | Brian Tanen                             | 2012. január 15. 2012. május 9.        | 7,91 millió  |
| Carlos még mindig az elvonón van. Susan lelkiismeret-furdalásból, titokban meglátogatja Alejandro családját, hogy megnézze, hogyan élnek a férfi eltűnése óta. |     |                                                                           |                    |                                         |                                        |              |
| 169. | 12. | Mire jó jónak lenni? (What's the Good of Being Good)                      | Ron Underwood      | Jason Ganzel                            | 2012. január 22. 2012. augusztus 29.   | 7,48 millió  |
| Claudia megjelenik a Lila Akác közben, és férje után kutat. Gaby ezen kiborul, de végül beszél a nővel. Bree pedig egyre mélyebbre süllyed, és már nem is hagyja, hogy segítsenek neki... |     |                                                                           |                    |                                         |                                        |              |
| 170. | 13. | Ezt nevezed szerelemnek? (Is This What You Call Love?)                    | David Grossman     | David Schladweiler & Valérie A. Brotski | 2012. február 12. 2012. szeptember 5.  | 6,40 millió  |
| Susan izgatott, mert Julie végre meglátogatja őket, ám az egész máshogy sül el, ahogyan azt tervezte. Juanita nagyon szomorú, amiért az egyik fiú, aki tetszik neki az osztályból, észre sem veszi. Gaby beleavatkozik a lánya szerelmi ügyébe. Bree egyre mélyebbre süllyed barátai nélkül... |     |                                                                           |                    |                                         |                                        |              |
| 171. | 14. | Tűnj el az életemből! (Get Out of My Life)                                | James Hayman       | Cindy Appel                             | 2012. február 19. 2012. szeptember 12. | 7,65 millió  |
| Ben egy uzsorásnak tartozik, de Mike és Renée segítenek neki. Susan nem hagyja, hogy Julie önálló életet éljen ezért csúnyán összevesznek... |     |                                                                           |                    |                                         |                                        |              |
| 172. | 15. | Szükség van rá! (She Needs Me)                                            | Randy Zisk         | Jason Ganzel                            | 2012. március 4. 2012. szeptember 19.  | 8,21 millió  |
| Gaby megtudja, hogy Karen rákja újra kiújult. Tom közben úgy dönt, hogy a szünidőre magához veszi a gyerekeket, hogy Lynette-nek jusson ideje magára. Orson és Bree hosszú időre el akarják hagyni a Lila Akác közt...                                                                         |     |                                                                           |                    |                                         |                                        |              |
| 173. | 16. | Az élet ajándék (You Take for Granted)                                    | Jeff Greenstein    | Matt Berry                              | 2012. március 11. 2012. szeptember 26. | 8,39 millió  |
| Carlos hazatér az elvonóról, ám Gaby nagyon nehezen viseli, hogy a kezelés megváltoztatta férjét. Mike-ot egy uzsorás megfenyegeti, de ő nem veszi komolyan. |     |                                                                           |                    |                                         |                                        |              |
| 174. | 17. | Asszonyok és a halál (Women and Death)                                    | David Grossman     | Annie Weisman                           | 2012. március 18. 2012. október 3.     | 9,03 millió  |
| Bree-t beidézi a rendőrség, mert az Orson által írt vallomásban őt gyanúsítja Gaby mostohaapjának megölésével. Bizonyíték viszont nincs, ezért el is engedik. Susan összeomlik lelkileg, mindenki őt vigasztalja...                                                                            |     |                                                                           |                    |                                         |                                        |              |
| 175. | 18. | Bármelyik pillanatban (Any Moment)                                        | Randy Zisk         | Sheila Lawrence                         | 2012. március 25. 2012. október 10.    | 8,81 millió  |
| Carlos lemond állásáról, lelkiismeret-furdalása miatt. Gaby munkába áll, de az állásközvetítő nem biztatja. Susan és M.J. nehezen viselik Mike halálát. A fiú agresszív az iskolában, Susan pedig nem foglalkozik ezzel.                                                                       |     |                                                                           |                    |                                         |                                        |              |
| 176. | 19. | Ember tervez (With So Little to Be Sure Of)                               | Tara Nicole Weyr   | Marco Pennette                          | 2012. április 1. 2012. október 17.     | 8,49 millió  |
| Susan és Lee, Mike holmijait rendezik és egy emlékekkel teli kazettát találnak. Carlos egyáltalán nem örül Gaby új munkájának... |     |                                                                           |                    |                                         |                                        |              |
| 177. | 20. | Hatalmi kérdés (Lost My Power)                                            | David Grossman     | Wendy Mericle                           | 2012. április 29. 2012. október 24.    | 8,02 millió  |
| Bree a meghallgatása miatt izgul és még az ügyvédjének sem sikerül megnyugtatnia. Lynette randizni megy Tom főnökével... |     |                                                                           |                    |                                         |                                        |              |
| 178. | 21. | Nyitott fülek (The People Will Hear)                                      | David Warren       | Brian Tanen                             | 2012. május 6. 2012. október 31.       | 9,22 millió  |
| Bree perén barátnői mind mellette tanúskodnak, de ez nem elég ahhoz, hogy ne kerüljön börtönbe. Susan úgy tesz, mintha helyes lenne, az hogy Bree feláldozza magát értük, ezért a többiek megharagszanak rá.                                                                                   |     |                                                                           |                    |                                         |                                        |              |
| 179. | 22. | Engem hibáztass! (Give Me the Blame)                                      | Larry Shaw         | Bob Daily                               | 2012. május 13. 2012. november 7.      | 11,12 millió |
| Bree pere elég rosszul áll. Gabynak olyasmiről kell beszélnie, amely sok sebet felszakít. Susan még nem árulta el a többieknek, hogy eladja a házát, Lynette pedig elveszít minden reményt, amikor Jane beadja a válási papírokat...                                                           |     |                                                                           |                    |                                         |                                        |              |
| 180. | 23. | Veszem a kalapomat... (Finishing the Hat)                                 | David Grossman     | Marc Cherry                             | 2012. május 13. 2012. november 14.     | 11,12 millió |
| Gabyt kinevezik a munkahelyén. Egy régi ismerős toppan be Tomhoz és Lynettehez. Susan bejelenti elköltözését... |     |                                                                           |                    |                                         |                                        |              |